# Feminismus

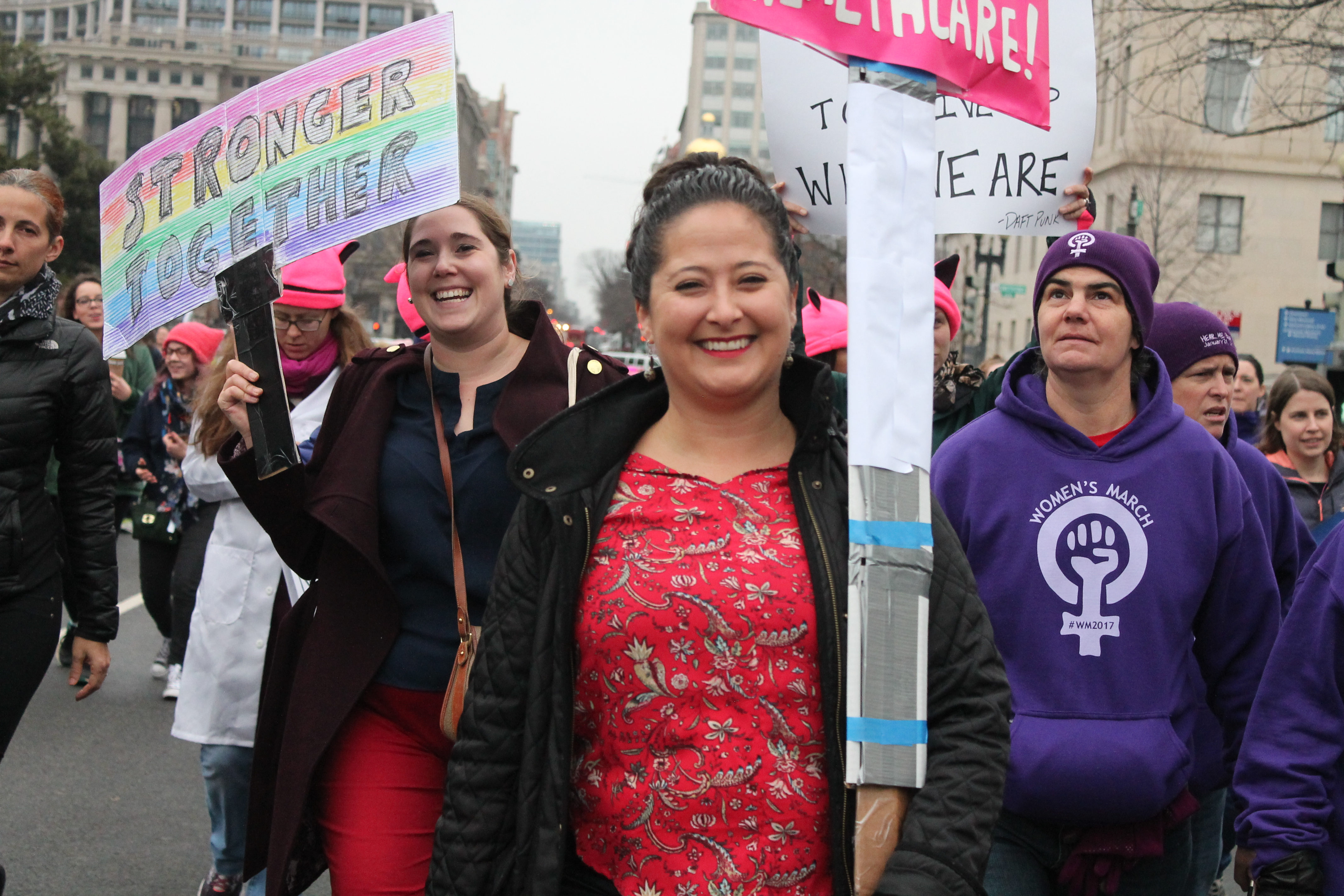
Women’s March on Washington, 2017

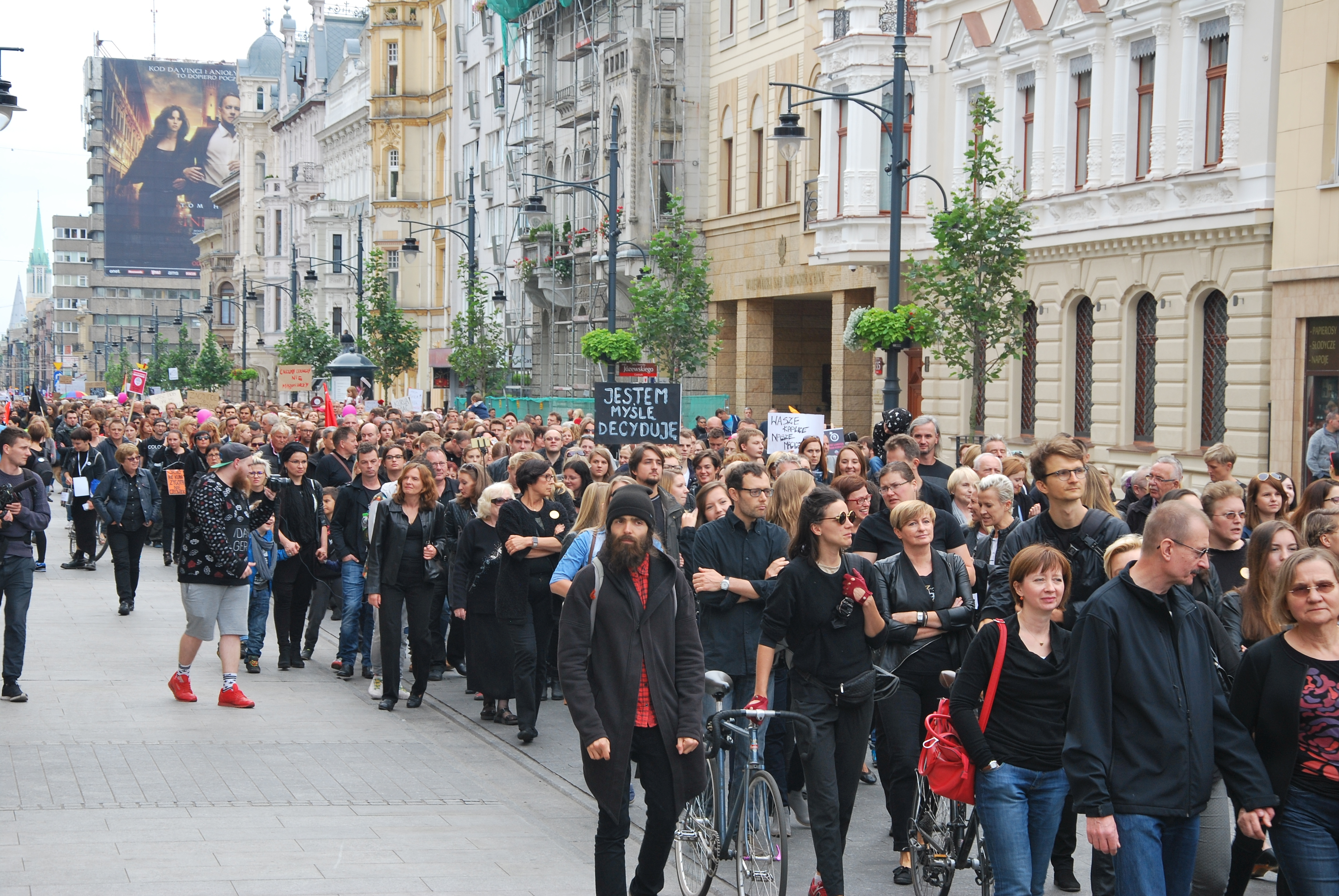
Czarny Protest in Warschau, 2016 gegen eine Verschärfung der Gesetze zur Abtreibung

Feminismus (über französisch féminisme abgeleitet von lateinisch femina ‚Frau‘ und -ismus) bezeichnet in einem erweiterten Sinne verschiedene soziale Bewegungen, insbesondere aber die Frauenbewegung. Der Feminismus setzt sich für gleiche Rechte von Frauen in Gesellschaft, Politik, Familie und der Arbeitswelt ein und beseitigt damit gesellschaftliche und politische Benachteiligung von Frauen. In der Wissenschaft bezeichnet Feminismus Bestrebungen, die auf die Wahrnehmung und Überwindung der für wissenschaftliche Erkenntnis hinderlichen Diskriminierung von Frauen abzielen.
Auf der Grundlage von kritischen Analysen von Geschlechterordnungen treten Feministinnen und Feministen für Gleichberechtigung, Menschenwürde und Selbstbestimmung Menschen jeglichen Geschlechts ein. Sie wenden sich gegen Sexismus und versuchen diese Ziele durch entsprechende Maßnahmen umzusetzen. Daneben verweist Feminismus auf politische Philosophien, die – über einzelne Anliegen hinaus – die Gesamtheit gesellschaftlicher Verhältnisse, einen grundlegenden Wandel der sozialen und kulturellen Ordnung und der Geschlechterverhältnisse im Blick haben. Gleichzeitig erlauben sie Deutungen und Argumente zur Gesellschaftskritik.
Der Feminismus erlebte seinen Aufschwung in Europa mit den Emanzipationsbestrebungen von Frauen im Zuge der Aufklärung. Heutzutage kommt er weltweit immer wieder auch im Zusammenhang allgemeiner Bürgerrechts- und Freiheitsbewegungen zum Zug. Der Feminismus verdeutlicht, dass das Ideal der Gleichheit aller Menschen, wie es vor allem durch die bürgerliche Emanzipation vom Feudalsystem Verbreitung fand, nicht mit den Alltagserfahrungen von Frauen übereinstimmt. Somit ist der aufklärerische Gleichheitsanspruch in der Lebenswirklichkeit von Frauen in Neuzeit und Moderne nicht verwirklicht. Daher zielt der Feminismus nicht allein auf formalgesetzliche Gleichberechtigung von Frauen und Männern. Vielmehr müssen auch die tatsächlichen Zustände geändert werden, wenn in ihnen der Gleichheitsanspruch noch nicht eingelöst ist.
Weltweit ein einheitliches Verständnis von Feminismus zu entwickeln, gilt heutzutage nicht zwingend als erstrebenswertes Ziel. Denn unterschiedliche Kulturen und gesellschaftlichen Verhältnisse können Frauen stärker prägen als das Geschlecht. Daher spricht man heute auch oft von Feminismen als einer der Denkbewegungen der Moderne.

## Begriffsgeschichte

### Geschichtlicher Hintergrund
Durch die französische Revolution und die Deklaration der Menschen- und Bürgerrechte (1789) wurde das Geschlechterverhältnis in der westlichen Welt zunehmend zu einem politisch diskutierten Thema. Dabei entstanden in den 1830ern die Worte Sozialismus und Individualismus und erst 1872 das Wort Feminismus, um das neue politische Thema der Geschlechterverhältnisse bzw. Geschlechterpolitik diskutieren zu können.
Das Geschlechterverhältnis wurde gerade auch zwischen Männern diskutiert, denn auch zahlreiche Männer befürworteten eine Gleichstellung der Frauen. Dazu zählte beispielsweise der Sozialphilosoph Charles Fourier (1772–1837). Ihm wurde aufgrund zahlloser Zirkelverweise die Schöpfung des Wortes lange Zeit fälschlicherweise zugeschrieben. In seinem Werk ist das Wort tatsächlich aber nicht nachweisbar. Er definierte jedoch 1808 erstmals den Grad der Befreiung der Frau als Maßstab für die gesellschaftliche Entwicklung und formulierte: „Der soziale Fortschritt […] erfolgt aufgrund der Fortschritte in der Befreiung der Frau.“
Schon zu Beginn des 20. Jahrhunderts waren zum Oberbegriff des Feminismus zahllose Unterbegriffe entstanden, wie etwa bürgerliche Feministin, christlicher Feminist, radikale Feministin, männlicher Feminist.

### Bedeutungserweiterung 1872 im Französischen:féministe
Seine Bedeutungserweiterung erfuhr das Wort Feminismus im Französischen. Schriftlich ist das Wort als féministe erstmals 1872 im Buch L'Homme-femme (wörtlich Die Mann-Frau) nachweisbar, in dem Alexandre Dumas der Jüngere auf einen Artikel des französischen Diplomaten und Schriftstellers Henri d'Iveville antwortet.
„Die Feministen, gestatten Sie mir diesen Neologismus, haben jedenfalls die beste Absicht, wenn sie versichern: Das ganze Übel liegt darin, weil man nicht anerkennen will, daß die Frau ganz auf dieselbe Stufe gehört wie der Mann und weil man ihr nicht dieselbe Erziehung gibt und nicht dieselben Rechte einräumt wie dem Manne; der Mann mißbraucht seine überlegene Kraft etc. (…) In der That hat das männliche Geschlecht seine Kraft beinahe zu allererst dazu benützt, das ihm unentbehrliche weibliche Geschlecht nach Möglichkeit einzuengen und sich unterzuordnen; denn der Mann bemerkte nur zu früh, er habe die Freiheit des Weibes, selbst in einem paradisischen Aufenthalte, zu theuer zu bezahlen.“ 
Dumas Buch fand in der zunehmenden geschlechterpolitischen Debatte weite Resonanz und wurde im gleichen Jahr auch ins Deutsche übersetzt unter dem Titel Mann und Weib.

Der französische Verleger und Journalist Émile de Girardin bestätigte Dumas Wortneuschöpfung in seiner Antwort. Da feminisme auch im Französischen bis dahin jedoch ein Begriff für eine medizinische Pathologie war, warf er Dumas vor, Frauen damit lächerlich zu machen und deren Emanzipationsbemühungen zu diskreditieren:
„Hier ist also die Frau, gegen deren Emanzipation Sie kämpfen, indem Sie sie lächerlich machen und diejenigen, die eine andere Meinung als Sie haben, als „Feministinnen“ bezeichnen! Feministisch! So soll es sein.“
1928 setzte sich die französische Schriftstellerin und Literaturkritikerin Rachilde auf gleichermaßen provokante wie humorvolle Weise mit Begriff und Bedeutung in ihrem Essay Pourquoi je ne suis pas féministe auseinander.

### Selbstbeschreibung Frauenrechtlerin Hubertine Auclert 1882

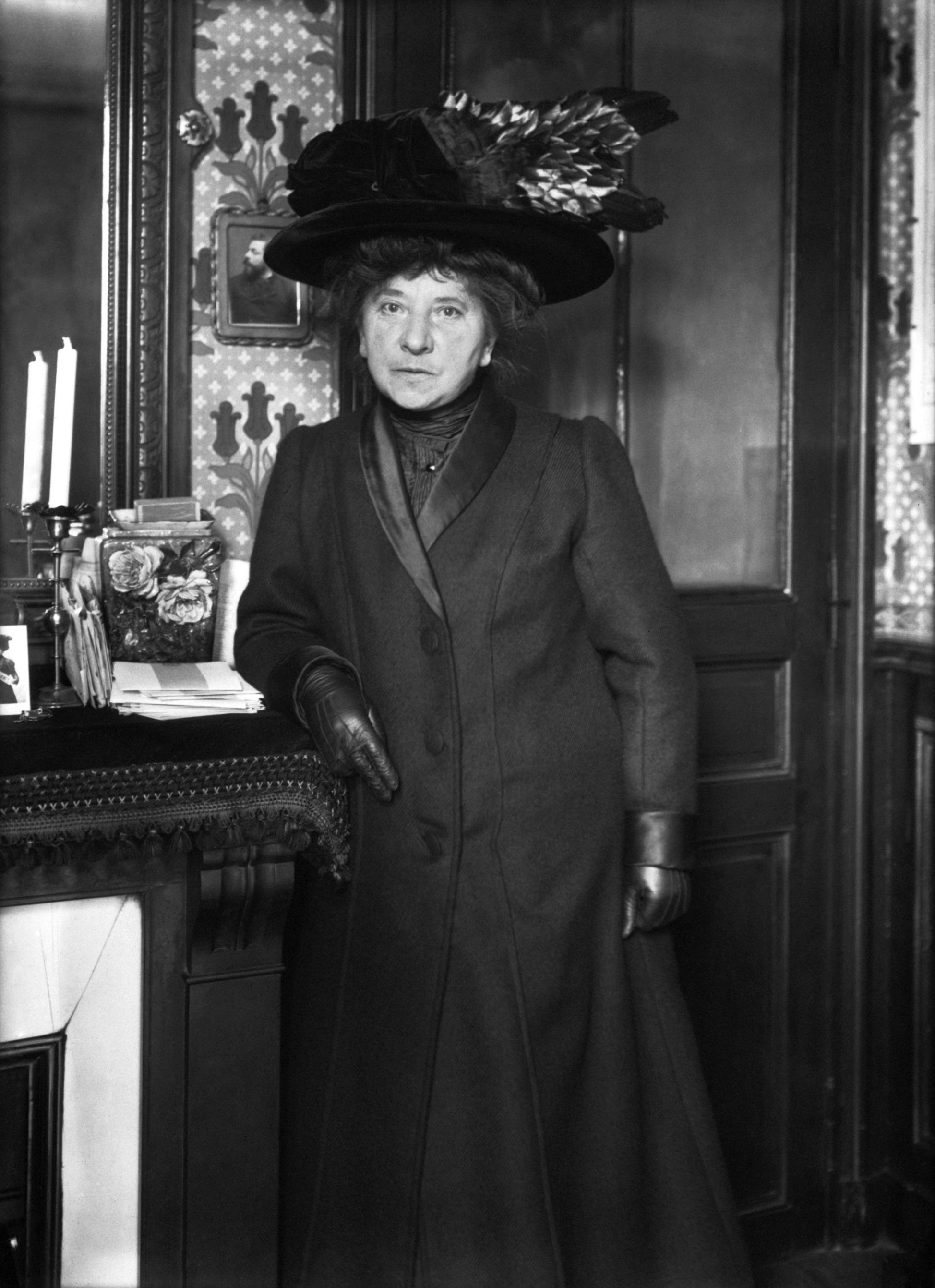
Die Französin Hubertine Auclert (1848–1914) war die Erste, die sich selbst als féministe (Feministin) beschrieb

Die erste Frauenrechtlerin, die den Begriff als Selbstbeschreibung gebrauchte, war 1882 die Französin Hubertine Auclert. Auf dem Internationalen Kongress für Frauenwerke und Frauenbestrebungen im September 1896 in Berlin, den Lina Morgenstern, Minna Cauer und Hedwig Dohm mitorganisiert hatten, debattierten 1700 Teilnehmerinnen aus Europa und den USA über den Stand der Frauenfragen. Die französische Delegierte Eugénie Potonié-Pierre informierte die Presse über den Begriff Feminismus und was er bedeutet. Von da an fand er zunehmend internationale Verbreitung.

### Internationale Verbreitung des Gallizismus
Zu Diskussion des zentralen geschlechterpolitischen Themas der Frauenemanzipation wurden die Begriffe féministe und féminisme schnell auch in andere Sprachen übernommen (Gallizismus). Feminismus wurde als Synonym für Frauenemanzipation genutzt und für Bewegungen und Personen, die die Rechte der Frauen proklamierten.
Im Deutschland des Kaiserreichs wurde „Feminismus“ kaum benutzt, mit Ausnahme von der feministischen Vordenkerin Hedwig Dohm und dem radikalen Flügel der bürgerlichen Frauenbewegung um Minna Cauer, Anita Augspurg, Lida Gustava Heymann und Käthe Schirmacher. Von der Mehrheit der deutschen Frauenbewegung wurde er jedoch abgelehnt, zum einen aus Abgrenzung gegenüber Frankreich, zum anderen weil der Begriff schon früh von den Gegnern des Feminismus zur Abwertung der Emanzipationsbewegung besetzt war. (Siehe Antifeminismus)
Die erste Nennung des Begriffs in Großbritannien ist für die Jahre 1894/1895 belegt. Seit 1910 ist er in den USA gebräuchlich. In den 1920er-Jahren fand er auch Eingang in die japanische und arabische Sprache.
In Deutschland war bis Mitte des 20. Jahrhunderts der Begriff „Frauenemanzipation“ weitaus geläufiger als Feminismus. Erst mit der Zweiten Frauenbewegung seit den 1970er-Jahren verbreitete sich der Begriff als positive Selbstbeschreibung für Angehörige der Bewegung. Seit Ende der 1970er Jahre wird der Begriff „Feminismus“ häufiger verwendet als „Frauenemanzipation“.

### Abgrenzung Feminismus und Frauenbewegung
Die vom Geist der französischen Revolution getragenen Grundprinzipien gleicher Menschenwürde und gleicher Rechte für Frauen sorgten im deutschsprachigen Raum von Anfang an für „Beunruhigung“. Die Worte Feminismus und Feministin hatten einen „Geruch von Radikalität“ und wurden nur selten zur Selbstbezeichnung genutzt, sondern meist „abwertend und denunzierend von den Gegnern der Frauenemanzipation“. Erst mit der zweiten Welle der Frauenbewegung der 1970er Jahre wurden die Begriffe vermehrt auch zur positiven Selbstbezeichnung genutzt.
Bis Ende des 19. Jahrhunderts war der am meisten verwendete Oberbegriff im Deutschen das Wort Frauenfrage, danach abgelöst durch das Wort Frauenbewegung. Der Oberbegriff Feminismus wurde im Deutschen wesentlich weniger verwendet. Im Gegensatz zum Deutschen ist im Französischen und im Englischen der Oberbegriff féminisme bzw. feminism der hauptsächlich verwendete Oberbegriff.
Von Außenstehenden werden die Begriffe Feminismus und Frauenbewegung heute sowohl in der Umgangssprache als auch in der Fachsprache vielfach synonym benutzt. In der Fachsprache gibt es einzelne Versuche zur inhaltlichen Abgrenzung, bspw. des Feminismus als theorie- und politikbezogenem Teil der Frauenbewegung. Die verschiedenen feministischen Strömungen und Bewegungen hingegen bezeichnen sich selbst kaum noch mit den Begriffen Frauenbewegung oder frauenbewegt, sondern verwenden eher Feminismus und feministisch. Mit dem Begriff Frauenbewegung wird heute nicht die Frauenbewegung bzw. der Feminismus der Gegenwart assoziiert, sondern die der Vergangenheit. Die „Zeiten der Frauenbewegung“ gelten insofern als abgeschlossen und ihre Ziele gewissermaßen als „veraltet“, die des Feminismus jedoch nicht.

## Übersicht
Feminismus tritt für eine Gesellschaftsstruktur ein, in der die Unterdrückung von Frauen beseitigt ist und die gesellschaftlichen Verhältnisse durch Ebenbürtigkeit der Geschlechter geprägt sind. Diese Unterdrückung analysiert er zuvor als gesellschaftliche Norm. Für die Historikerin Karen Offen umfasst ein solches Verständnis von Feminismus auch Männer, deren „Selbstverständnis nicht auf der Herrschaft über Frauen beruht.“ Der Feminismus sieht die in der bisherigen Geschichte vorherrschenden Gesellschaftsordnungen als androzentrisch an. Er interpretiert diesen Umstand als strukturelle patriarchale Herrschaft. Auf dieser Grundlage haben sich Strömungen und Ausprägungen entwickelt, die einander teilweise ergänzen, aber auch widersprechen.
War in den 1970er Jahren die Bezeichnung „feministische Wissenschaft“ üblich, so setzte sich seit den 1980er die Einschätzung durch, dass wissenschaftliche Institutionen und Theoriebildung in den Einzelfächern aus feministischer Sicht kritisiert werden können (feministische Wissenschaftskritik), Wissenschaft an sich aber nicht feministisch sein könne. Feministische Wissenschaftstheorie und feministische Forschung machen es sich zur Aufgabe, bisherige Ausblendungen der weiblichen Geschichte und der Leistungen von Frauen sichtbar und Feminismus für alle Wissenschaftsgebiete fruchtbar zu machen. Bis heute hat sich keine einheitliche feministische Theorie herausgebildet, und es ist umstritten, ob dies möglich ist.
Über feministische Forschung schrieb die Philosophin und Sozialwissenschaftlerin Christina Thürmer-Rohr:

„Feministische Forschung füllt keine Lücke, sie ist keine bislang noch fehlende Zutat zu den geläufigen Forschungsgegenständen in Form des un- oder falschbeackerten Gegenstandes Frau. Sie liegt quer zu allen diesen 'Gegenständen'. Sie ist Querdenken, Gegenfragen, Widerspruch, Einspruch.“

Die politische und soziale Bewegung des Feminismus geriet immer wieder in Krisen. Dem Rückzug ins Private folgte bei einigen Feministinnen die Hinwendung zum Esoterischen, zu einer „neuen Weiblichkeit“, was heute teilweise als eigene Richtung des Feminismus interpretiert, teilweise als Weiterentwicklung des traditionellen Differenzfeminismus angesehen, aber auch als Entpolitisierung kritisiert wird.
Erfolge des Feminismus lassen sich vor allem in den Bereichen politischer und rechtlicher Gleichstellung beschreiben, wie der Einführung des Frauenwahlrechts, der Bildung, sexuellen Selbstbestimmung, der Menschenrechte für Frauen und der Emanzipation von Frauen und Mädchen von vorgeschriebenen Lebensläufen und Rollenbildern.
Im Zuge anderer Gleichstellungsbewegungen, wie etwa der afroamerikanischen Bürgerrechtsbewegung oder den Unabhängigkeitsbestrebungen in den Kolonialgebieten, setzte sich der Feminismus später auch mit der Frage auseinander, welche philosophischen Konsequenzen die Unterschiede zwischen den Erfahrungen von Frauen aus verschiedenen sozialen Schichten, mit unterschiedlicher Hautfarbe oder mit westlicher und nichtwestlicher Herkunft haben. Dieser ersten Kritik an einer universellen Erfahrung und einem gemeinsamen Interesse aller Frauen folgten später Strömungen, die sich vor allem der Hinterfragung von Geschlechtskategorien widmeten: Die philosophische und politische Auseinandersetzung hatte deren Dynamik und Formbarkeit offengelegt, was einige Feministinnen und Feministen zum Anlass nahmen, ihre grundsätzliche Berechtigung zu diskutieren. Dennoch bleiben die Bezugnahme auf das weibliche Geschlecht und das Ziel gerechter Teilhabe bis heute wichtige Ressourcen feministischer Argumentation und Politik.

## Ziele und Themen
„Die Vision des Feminismus ist nicht eine ‚weibliche Zukunft‘. Es ist eine menschliche Zukunft. Ohne Rollenzwänge, ohne Macht- und Gewaltverhältnisse, ohne Männerbündelei und Weiblichkeitswahn.“

### Ziel: Anerkennung und Achtung gleicher Menschenwürde von Frauen
Grundlegendes Ziel von Feminismus und Frauenbewegung ist die Einlösung moderner gesellschaftlicher Grundprinzipien, die seit der Französischen Revolution zunehmend Verbreitung finden. Dabei geht es zunächst um die Anerkennung der gleichen Menschenwürde für Frauen. Das fundamentale Prinzip der Freiheit und Gleichheit aller Menschen soll also für Frauen in den Vordergrund rücken.
Durch den Verweis auf die allgemeine Menschenwürde kann dann offen und ehrlich über die Unterschiede in der sozialen Geschlechterordnungen gesprochen werden. Würde war zuvor ein geschlechtsbezogen definiertes Konzept: So gab es „rollenbezogenen Anstandserwartungen“ und die Würde von Männern war Ehrenhaftigkeit, die Würde von Frauen Schamhaftigkeit. Im Alltag wurde Verhalten dann mithilfe von Geschlechterrollenstereotypen als 'würdig' oder 'unwürdig' bewertet. Wenn Menschenwürde dagegen geschlechtsunabhängig als unantastbar gilt, ist ihre Verletzung durch nichts zu rechtfertigen. Das Grundprinzip der Menschenwürde fördert daher die bessere Beachtung von fundamentalen Rechten auf Freiheit und Gleichheit.
Die britische Schriftstellerin und Journalistin Rebecca West brachte die zentrale Bedeutung der Anerkennung und Achtung der Menschenwürde von Frauen sarkastisch auf den Punkt. Ihre Formulierung in einem Artikel in der britischen Zeitung The Clarion von 1913 wurde zu einem der bekanntesten Zitate zur Beschreibung des grundlegenden Ziels des Feminismus:

„Ich habe selbst nie genau herausgefunden, was der Feminismus eigentlich ist. Ich weiß nur, dass man mich als Feministin bezeichnet, wann immer ich mich nicht mit einem Fußabtreter oder einer Prostituierten verwechseln lasse.“

Bis heute ist die Anerkennung und Achtung der Menschenwürde von Frauen bei etlichen Themen nicht nur implizites Ziel, sondern wird oftmals auch explizit benannt – beispielsweise bei sexistischer Werbung, sexueller Belästigung und sexueller Gewalt, Pornographie, Prostitution, reproduktiven Rechten oder im Asylrecht.

### Teilziele und Themen
Auf der Basis dieses grundlegenden feministischen Ziels haben sich zahlreiche, teilweise auch gegenläufige Strömungen entwickelt, die alle unter dem Oberbegriff des Feminismus zusammengefasst werden. Die zentralen Debatten des Feminismus sind in den verschiedenen Ländern unterschiedlich und unterliegen einem Wandel. Ab den 1960er Jahren wurden unter anderem folgende Themen aufgegriffen, für einige hatten bereits die feministischen Pionierinnen Ende des 19. Jahrhunderts gekämpft:
- Gleichberechtigung (politische Gleichberechtigung, Frauenwahlrecht, Bildung, Ehe- und Scheidungsrecht)
- Ökonomische und soziale Funktion der Hausarbeit/reproduktiven Arbeit (Hausfrauisierung, Care-Arbeit)
- Gleichstellung (z. B. Frauenquoten, Lohndiskriminierung, Vereinbarkeit von Beruf und Familie)
- Frauenrechte als Menschenrechte (z. B. Weibliche Genitalverstümmelung)
- Maßnahmen zur Prävention und Verhinderung von Gewalt gegen Frauen
- Anerkennung von Frauen als Mittäterinnen an Gewaltverhältnissen, z. B. Frauen als Mittäterinnen und Täterinnen im Nationalsozialismus
- Abbau von Stereotypisierung und Geschlechterrollen
- Konstruktion oder Dekonstruktion von Geschlechtsidentität
- Feministische Sprachkritik
- Frauenbiografieforschung
- Verhältnis von Geschlecht, Klasse, ethnischer Zugehörigkeit (Intersektionalität)
- Sexuelle Selbstbestimmung (Vergewaltigung, sexueller Missbrauch, lesbische Frauen)
- Abbau von Sexismus
- Reproduktive Selbstbestimmung (z. B. Schwangerschaftsabbruch)
- Feministische Wissenschaftskritik
- Frauenforschung und Geschlechterforschung (Gender Studies) in allen wissenschaftlichen Bereichen
- Frauennetzwerke, Frauen-Friedensbewegung (seit der Ersten Frauenbewegung).

## Geschichte

### Anfänge

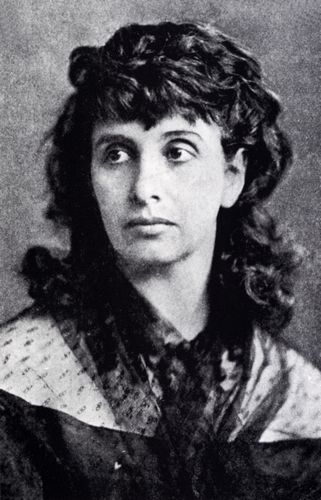
Hedwig Dohm, um 1870

Die unterlegene Stellung der Frau in der westlichen Welt des Mittelalters wurde lang mit klassischen Philosophen (Aristoteles hielt Frauen für verstümmelte Männer), der Bibel (Evas Erbsünde) und Schriften der Kirchenväter begründet. Weltliche Diskussionen drehten sich um die Frauenbildung, für die Christine de Pizan in Le Livre de la Cité des Dames (1405) eintrat. In der Renaissance entstand der Diskurs Querelle des femmes, wobei Frauen als besonders tugendhaft, klug und einsichtig galten. Ein Bruch mit dieser Tradition relativer Überlegenheit und Minderwertigkeit waren die Schriften Marie de Gournays, die in Égalité des hommes et des femmes (1622) die Gleichwertigkeit der Geschlechter behauptete.
Auch die Schriften François Poullain de La Barres, Olympe de Gouges’, Mary Wollstonecrafts, Hedwig Dohms gelten als frühe Werke der europäischen feministischen Philosophie avant la lettre. Als erste Feministinnen Englands gelten Mary Astell (1666–1731) und Margaret Cavendish. Auch die dänische Autorin Leonora Christina Ulfeldt wird gelegentlich zu den Vorreiterinnen des Feminismus gezählt.

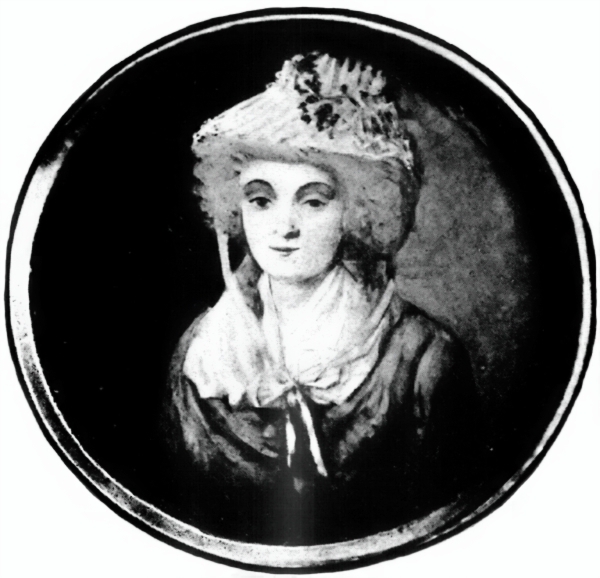
Olympe de Gouges, 18. Jahrhundert

Der Feminismus als Theorie und Weltanschauung entstand erstmals im späten 18. und frühen 19. Jahrhundert, als im Gefolge der bürgerlichen Revolutionen Verfassungen mit Grundrechtskatalogen verabschiedet wurden. Allerdings waren Frauen als Träger dieser Grundrechte nur eingeschränkt vorgesehen. Dagegen protestierte in Frankreich Olympe de Gouges. So stellte sie 1791 den 17 Artikeln der Erklärung der Menschen- und Bürgerrechte, die sich nur auf Männer bezogen, in 17 Artikeln ihre Frauenrechte gegenüber, die den berühmten Satz enthielten:

« La femme a le droit de monter sur l ’échafaud; elle doit avoir également celui de monter à la Tribune »

„Die Frau hat das Recht das Schafott zu besteigen. Gleichermaßen muss ihr das Recht zugestanden werden, eine Rednertribüne zu besteigen.“

Politische Mitwirkungsrechte, die in der Revolution zunächst erkämpft oder eingeräumt wurden, wurden bald wieder eingeschränkt. Olympe de Gouges wurde 1793, nachdem sie Robespierre öffentlich angegriffen und eine Abstimmung über die Staatsform gefordert hatte, auf Veranlassung des Revolutionstribunals hingerichtet. 1792 veröffentlichte die englische Schriftstellerin Mary Wollstonecraft ihr Werk Vindication of the Rights of Woman (Die Verteidigung der Frauenrechte), in dem sie die Lage der Frauen als gefangen in einem Netz falscher Erwartungen analysierte. Sie plädierte dafür, dass Frauen sich ausbilden können, um sich selbst zu erhalten. Frauen könnten z. B. genauso Ärzte sein wie Männer. Basis der Ehe sollte Freundschaft, nicht die körperliche Anziehung sein. Ihr Ziel war die Erlangung der vollen Bürgerrechte für alle Frauen.

### Erste Welle

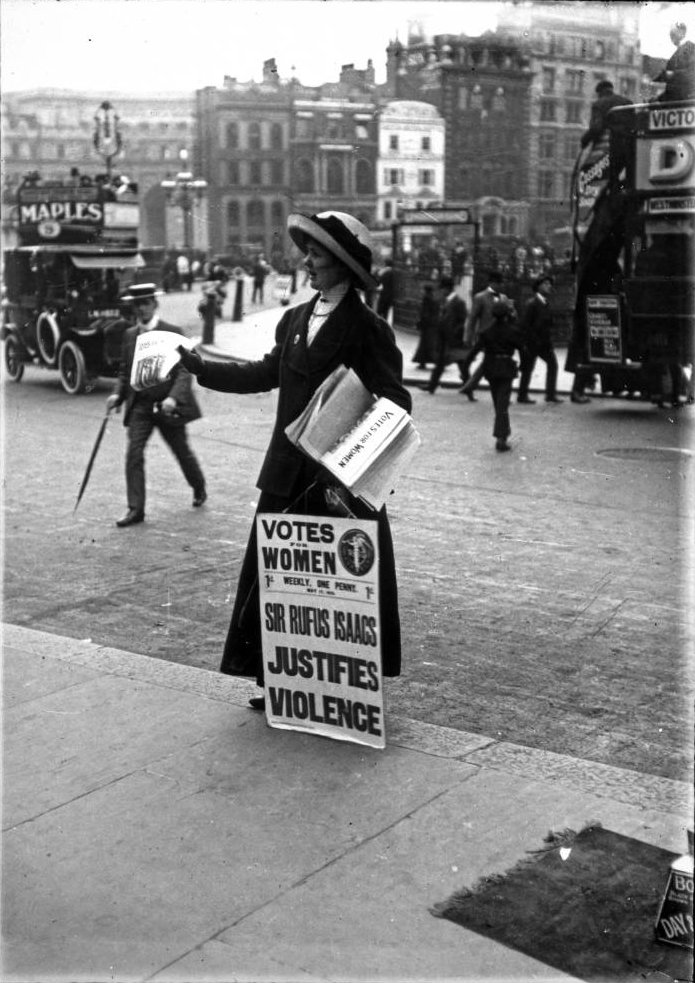
Britische Suffragette

Gegen Mitte des 19. Jahrhunderts entstand in vielen Ländern Europas, den USA und in Australien die erste Welle des Feminismus und der Frauenbewegung. Die britische Frauenrechtlerin Josephine Butler engagierte sich seit 1869 gegen die Contagious Diseases Acts (Gesetze zur Bekämpfung ansteckender Krankheiten), bei denen Prostituierte staatlich überwacht wurden, die Freier aber nicht kontrolliert wurden. Allein die Frauen, nicht aber ihre männlichen Kunden waren folglich für die Verbreitung von Geschlechtskrankheiten verantwortlich. Nicht nur in Großbritannien, sondern auch in anderen Ländern wurde eine derartige Doppelmoral bekämpft. Die Abolitionismus-Bewegung hinterfragte international breitenwirksam soziale und sexuelle Konventionen, die zuvor niemals öffentlich diskutiert wurden.
Mit dem Konzept der freien Liebe richteten sich einige Vertreterinnen der Ersten Welle auch gegen die Institution der Ehe. Denn immer noch mussten Frauen die Ehe oft aus Gründen finanzieller Abhängigkeit eingehen. Zur Begründung der Ablehnung der Ehe kursierten damals auch eugenische Argumente.
Hubertine Auclert entwickelte in der von ihr herausgegebenen Zeitschrift La Citoyenne 1882 den Begriff Feminismus als politische Leitidee gegen den nach ihrer Ansicht damals in der französischen Gesellschaft vorherrschenden Maskulinismus. 1892 fand in Frankreich ein Kongress statt, der das Wort Feminismus im Titel führte, und 1896 berichtete Eugénie Potonié-Pierre auf dem Internationalen Frauenkongress in Berlin, dass sich in der französischen Presse der Begriff durchgesetzt habe. In den nächsten Jahren breitete sich der Begriff auch international aus; dabei wurde er teilweise synonym mit Frauenbewegung benutzt, auch von ihren antifeministischen Gegnern.
Die deutsche Sozialistin Clara Zetkin forderte 1910 auf dem II. Kongress der Sozialistischen Internationale in Kopenhagen: „Keine Sonderrechte, sondern Menschenrechte“. Ein Jahr später gingen erstmals Frauen in Deutschland, Österreich, Dänemark und der Schweiz auf die Straße. Ihre zentrale Forderung: Einführung des Frauenwahlrechts und Teilhabe an der politischen Macht. Außer in Finnland durften zu diesem Zeitpunkt in keinem europäischen Land Frauen wählen. Dies wurde ihnen erst nach dem Ersten Weltkrieg möglich. Die Vertreterinnen der Ersten Frauenbewegung strebten eine politische Gleichstellung mit den Männern an sowie ein Ende der zivilrechtlichen Mündelschaft unter Vater oder Ehemann, gleichen Lohn für gleiche Arbeit, Zugang für Frauen zur Universität und zu allen Berufen und Ämtern.
Fast zeitgleich wurde 1911 der Begriff Androzentrismus von Charlotte Perkins Gilman in ihrem Buch The Man-Made World or Our Androcentric Culture entwickelt. Mit dem Begriff beschreibt sie eine spezifische Form des Sexismus, der das Weibliche als „das Andere“, „das von der Norm abweichende“ ansieht.
Die erste Welle des Feminismus ebbte in den 20er Jahren des 20. Jahrhunderts ab. Grundlegende Forderungen wie das Frauenwahlrecht waren in einigen Ländern erfüllt. Als Folge der Einführung des Frauenwahlrechts beschäftigten sich die weiblichen Abgeordneten nicht nur mit der weiteren Durchsetzung des Zugangs zu bisherigen Männerberufen, wie dem Richteramt, sondern auch mit der Sozialgesetzgebung und dem Umgang mit Prostitution und Asozialität. In der Weltwirtschaftskrise ab 1929 verschärfte sich die Konkurrenz um Arbeitsplätze, Frauen wurden in der Regel als erste entlassen. Nun wirkten zahlreiche Faktoren zusammen, die den Frauen wieder ihren traditionellen Platz zuwiesen.
Der Forderung, das Frauenstudium zuzulassen, wurde gegen Ende des 19. Jahrhunderts in vielen Ländern stattgegeben. Allerdings studierten zunächst nur sehr wenige Frauen, wie Rosa Luxemburg. Die erste ordentliche Professorin in Deutschland war Margarete von Wrangell; die zweite Mathilde Vaerting, sie wurde 1933 von den Nationalsozialisten vom Hochschuldienst ausgeschlossen ebenso wie unter anderen Marie Baum und Gerta von Ubisch. Als erste Physikerin in Deutschland wurde Lise Meitner 1926 die erste Professorin an der Berliner Humboldt-Universität. Wie viele andere jüdische Wissenschaftlerinnen und Wissenschaftler auch musste sie emigrieren und konnte ihre wissenschaftliche Arbeit in Berlin nicht fortsetzen. Sie floh 1938 nach Schweden.
Frauen in der Zeit des Nationalsozialismus erhielten beschränkte Studienmöglichkeiten; die nationalsozialistischen, insbesondere die rassenpolitischen Gesetze führten in der Zeit von 1933 bis 1945 zu einem einschneidenden Bruch in den universitären Beschäftigungs- und Karrieremöglichkeiten von Frauen. Frauenorganisationen wurden aufgelöst oder gleichgeschaltet. Anita Augspurg und Lida Gustava Heymann, Pionierinnen der ersten Frauenbewegung und Gegnerinnen des Nazi-Regimes, mussten ab 1933 im Schweizer Exil leben; Alice Salomon wurde 1939 ins Exil gezwungen.
Nach zwei Weltkriegen war die Wiederherstellung rigider Geschlechterrollen sowie das Leitbild von Ehe und Kernfamilie als dominante Lebensform wichtiger Bestandteil einer angeblichen „Normalisierung“ der Lebensverhältnisse. Obwohl Frauen in der Kriegs- und Nachkriegszeit auf sich allein gestellt das Leben unter schwierigsten Bedingungen gemeistert hatten, beinhaltete das die klare Anweisung, in Heim und Familie als wahren Ort weiblicher Bestimmung zurückzukehren. So strukturierten sich in allen westlichen Industrienationen, die am Zweiten Weltkrieg beteiligt waren, die Geschlechterverhältnisse wieder anhand tradierter Vorgaben.

### Zweite Welle
„Die feministische Bewegung begann in den sechziger/siebziger Jahren mit der These, daß Frauen – jenseits der Biologie – etwas gemeinsam haben, nämlich eine gewaltsame Schädigungs- und Ausschluß-Geschichte, die sie in die Randständigkeit gedrängt, als minderwertige Menschen definiert, von der öffentlichen Teilhabe ausgeschlossen und der alltäglichen Gewalt ausgeliefert hat.“

Der Herausbildung der Frauenbewegungen in Westdeutschland und anderen europäischen Ländern ging die amerikanische Frauenbewegung, das Women’s Liberation Movement (Women’s Lib), voraus. Als sich in der Bundesrepublik zögernd die ersten autonomen Frauengruppen konstituierten, hatte sich in den Vereinigten Staaten bereits ein breites Netz von Frauenorganisationen und Frauengruppen entfaltet. Die erste neue feministische Gruppierung war die im Juni 1966 gegründete National Organization for Women (NOW).
Um die Bedeutung des feministischen Aufbruchs seit den 1960er Jahren in der Bundesrepublik Deutschland nachvollziehen zu können, muss man sich die damaligen Bedingungen für Frauen vergegenwärtigen. Mitte der sechziger Jahre gingen Mädchen, vor allem aus Arbeiter- und Landfamilien, kaum an weiterführende Schulen und es studierten wesentlich mehr Männer als Frauen. An den Hochschulen gab es kaum Wissenschaftlerinnen und Hochschullehrerinnen. Auch in der Politik waren Frauen unterrepräsentiert, obwohl die Aufnahme der Gleichberechtigung ins Grundgesetz wesentlich das Verdienst von Politikerinnen wie Elisabeth Selbert war. Ähnlich im Arbeitsleben: nur jede dritte Frau war erwerbstätig. Die Verteilung der Berufe folgte weitgehend den geschlechtsspezifisch Stereotypen, was Frauen in die sogenannten Leichtlohngruppen und „Frauenberufen“ drängte. Die allgemeine Rechtslage von Frauen entsprach trotz Art. 3 GG nicht derjenigen der Männer. Letztlich konnte der Ehemann immer noch als „Haushaltsvorstand“ verbindliche Entscheidungen alleine treffen, insbesondere über Wohnung und Wohnort. Bis 1962 durften Frauen ohne Zustimmung des Mannes kein eigenes Bankkonto eröffnen und darüber verfügen. Noch bis 1977 schrieb das Bürgerliche Gesetzbuch vor, dass der Mann mit Ermächtigung des Vormundschaftsgerichtes das Arbeitsverhältnis der Frau kündigen konnte, falls dieses die ehelichen Interessen beeinträchtigte. Wo Männern ihren Frauen das Arbeiten erlaubten, verwalteten sie ihren Lohn. Im Scheidungsrecht galt das Schuldprinzip, so dass Hausfrauen, die „schuldig“ geschieden wurden, oftmals ohne jegliche finanzielle Unterstützung dastanden. Vergewaltigung in der Ehe war durch das Konstrukt der „ehelichen Pflicht“ gedeckt: die Frau hatte die sexuellen Bedürfnisse des Mannes zu befriedigen, auch gegen ihren Willen. Abtreibung war verboten, und die Kinderbetreuung war überwiegend Aufgabe der Frauen.
Die Zweite Frauenbewegung in Westdeutschland nahm ihren Anfang mit einem Tomatenwurf. Helke Sander hatte in einem Vortrag am 13. September 1968 auf der 23. Delegiertenkonferenz des Sozialistischen Deutschen Studentenbundes (SDS) den SDS-Männern vorgeworfen, in ihrer Gesellschaftskritik nicht weit genug zu gehen, weil sie die Diskriminierung der Frauen ignorierten. Der SDS selbst sei das Spiegelbild einer männlich geprägten Gesellschaftsstruktur. Da die Genossen nicht bereit waren, diese Rede zu diskutieren, und zur Tagesordnung übergehen wollten, warf Sigrid Rüger Tomaten in Richtung des Vorstandstisches und traf Hans-Jürgen Krahl. Noch am selben Tag gründeten Frauen in den verschiedenen Landesverbänden des SDS „Weiberräte“. Bald darauf spalteten sich Frauengruppen vom SDS ab, und es entstand eine autonome Frauenbewegung mit neuen Organisationsformen wie den Frauenzentren. Damit begann ein Sturm auf die vielfältigen Formen institutionalisierter Ungleichheit: „Arbeitsteilung, Rollenzuschreibungen, Repräsentationsmuster, Gesetze, Theorie- und Interpretationsmonopole, Sexualpolitik und Heterosexismus. Diese Dimensionen der Ungleichheit wurden in der Frauenbewegung ganz unterschiedlich thematisiert – und zwar autonom oder institutionell; provokativ oder vermittelnd; radikal oder gemäßigt.“ Für die aktive Gleichberechtigung der Frauen mussten neue politische Modelle erst „erfunden“ werden. Das Neue an der zweiten Frauenbewegung war der Umfang, in dem sie Alltägliches in Frage stellte. Eine zentrale Parole lautete „Das Persönliche ist politisch“.

#### Verhütung, Abtreibung, Sexualität, Gewalt, Missbrauch
1971 erreichte der Protest gegen das Verbot der Abtreibung und § 218 Strafgesetzbuch (Deutschland) einen Höhepunkt. Alice Schwarzer initiierte mit Wir haben abgetrieben! eine öffentliche Diskussion um die damals noch verbotene Abtreibung. Ab 1973 gründeten sich in vielen Städten der Bundesrepublik Frauenzentren, als erstes 1973 das Frauenzentrum Westberlin.
Dort war Selbstbestimmung über die weibliche Sexualität zentrales Thema. Es wurden Beratung zu Schwangerschaftsabbruch durchgeführt und „Hollandfahrten“ besprochen, also Fahrten zu Abtreibungskliniken in den Niederlanden. Außerdem wurden Kampagnen für die schonende Absaugmethode und die Streichung des § 218 gefahren. Die Gruppe „Brot und Rosen“ um Helke Sander verfasste 1973 das Frauenhandbuch Nr. 1 über die Nebenwirkungen der Antibabypille. Als Zeichen des Protests dagegen, dass damals nur Männer Gynäkologen waren, erkundeten Frauen in der vaginalen Selbstuntersuchung nun selbst ihren Körper mit Spekulum und Spiegel. Sie bildeten Selbsthilfegruppen, inspiriert durch die Arbeit der Bostoner Gruppe Our Bodies Ourselves. Diese Erfahrung publizierten sie im Buch Hexengeflüster und gründeten das Feministische Frauengesundheitszentrum FFGZ. Neben den Problemen mit der Empfängnisverhütung diskutierten Frauen in den Frauenzentren ihre sexuellen Erfahrungen und den Aufsatz Der Mythos vom vaginalen Orgasmus der Radikalfeministin Anne Koedt, den Frauen aus dem Frauenzentrum Westberlin aus dem Englischen übersetzt und publiziert hatten.
Vergewaltigung, häusliche Gewalt und sexueller Missbrauch wurden in den Frauenzentren ans Licht und zur Sprache gebracht: Frauen besprachen Privates öffentlich, zeigten ihre blauen Flecken, nahmen sich der Opfer an, benannten die Täter. Die Rechtsanwältin Alexandra Goy führte die Nebenklage für misshandelte und vergewaltigte Frauen ein: Nebenklägerinnen konnten der gesamten Gerichtsverhandlung beiwohnen und über ihre Rechtsanwältin Fragen stellen, statt nach ihrer Zeugenaussage wieder aus dem Gerichtssaal geschickt zu werden. Aktivistinnen der Frauenzentren schufen Schutzeinrichtungen wie Notruf, Frauenhäuser und Selbstverteidigung für Frauen.

#### Strukturen
All diese Entdeckungen waren nur möglich, weil diese Frauenzentren sich grundlegend anders strukturierten als alle politischen Gruppen der 70er Jahre, wie beispielsweise der Sozialistische Frauenbund: Dort mussten alle neuen Frauen eine einjährige Schulung an marxistischen Texten durchlaufen, bevor sie sich selbstgewählten Themen zuwenden konnten. Die orthodoxe und dogmatische Linke sah die Frauenfrage nämlich als ‚Nebenwiderspruch’:

„Zuerst müsse der Hauptwiderspruch – jener zwischen Lohnarbeit und Kapital – gelöst werden, dann wäre damit auch die Unterdrückung der Frauen abgeschafft. Da sich Frauenemanzipation später von selbst einstellen würde, lohne es nicht, Frauengruppen zu gründen, es sei denn als ‚Durchlauferhitzer’ – wie die Schulung von Frauen damals genannt wurde –, um sie für die Partei zu rekrutieren.“

Eine Genossin aus einer K-Partei bedrückte eine bevorstehende Abtreibung:

„Die Frauen, die ich um Rat fragte, haben es als Lappalie abgetan, für mich war es aber ein ziemlich großes Problem. Den Männern, mit denen ich zusammengearbeitet habe, konnte ich das gar nicht erzählen. Mir ist dann klar geworden, menschlich kannst du mit denen nichts anfangen. Solche Probleme waren einfach nicht zu thematisieren, weil eine strikte Trennung zwischen Privatbereich und politischer Arbeit bestand, und ich musste dieses Problem gezwungenermaßen in meinem Privatbereich lösen.“

Perincioli resümiert: „Diese hierarchischen und dogmatischen Strukturen der Linken saugten das rebellische Potenzial auf und erstickten es. […] Frauenbewegung und Bürgerinitiativen mussten noch einmal ganz von vorne beginnen: bei ihren eigenen Belangen. […] Die Frauenbewegung in den Frauenzentren war eine Aufklärungsbewegung, die durch das Mittel der Selbstentblößung (Selbstbezichtigung, Abtreibung im Fernsehen, das Öffentlichmachen von sexuellem Missbrauch) unhaltbare Zustände ans Licht zerrte und Tabus brach.“

#### Theorien
In den 1970er Jahren fingen Feministinnen an, sich theoretisch mit sozialer Ungleichheit und dem Begriff 'Arbeit' auseinanderzusetzen. Die Gründerinnen der Frauenzentren kamen aus der sozialistischen Linken und lasen zu Beginn Friedrich Engels Der Ursprung der Familie, des Privateigentums und des Staates und August Bebels Die Frau und der Sozialismus, kritisierten diese aber.
Angeregt durch den Kongress Lohn für Hausarbeit (Italien 1971) und das Buch Die Macht der Frauen und der Umsturz der Gesellschaft (1973 auf Deutsch) von Mariarosa Dalla Costa und Selma James begann in Westdeutschland eine kontrovers geführte feministische Diskussion um den Charakter von Hausarbeit und deren Funktion für die Reproduktion. In der damals entstehenden Frauenforschung ging es darum, „die bis dahin unsichtbare private Arbeit von Frauen sichtbar zu machen“.
Bewusstseinsbildend waren die Texte amerikanischer Feministinnen, vor allem Kate Milletts Sexus und Herrschaft und Shulamith Firestones Frauenbefreiung und sexuelle Revolution, die das Machtgefälle zwischen den Geschlechtern analysierten.
Autorinnen der Ersten Frauenbewegung im deutschsprachigen Raum mussten von der Neuen Frauenbewegung erst wiederentdeckt werden, so unter anderen Anita Augspurg und Lida Gustava Heymann. Frühe Schriften mit großem Einfluss waren auch Mathilde Vaerting: Frauenstaat und Männerstaat (1921) und Bertha Eckstein-Diener: Mütter und Amazonen (1932). Beide Texte eröffneten den Blick auf angeblich historische matriarchale Gesellschaftsformen, die zeigten, dass Patriarchat und weibliche Zweitrangigkeit nicht naturgegeben und universell sind. Beide Bücher wurden vom Frauenzentrum Westberlin als Raubdrucke in Umlauf gebracht. Sie lieferten unter anderem Argumente gegen Simone de Beauvoirs Behauptung: „Diese Welt hat immer den Männern gehört…“ Bücher zeitgenössischer Autorinnen zur Frühgeschichte, die rezipiert wurden, waren Am Anfang war die Frau (1977) von Elizabeth Gould Davis und Les femmes avant le patriarcat (1976) von Francoise d’Eaubonne. Bekannte feministische Autorinnen wie Marielouise Janssen-Jurreit und Ute Gerhard warnten vor Matriarchats-Eskapismus, laut Cäcilia Rentmeister ohne weiterführenden historischen Forschungen Zeit zu geben oder solche zu zeitgenössischen matrilinearen Gesellschaften zu berücksichtigen.
Später bildeten sich die in Westdeutschland grundlegenden intellektuellen feministischen Strömungen heraus, wie sozialistischer Feminismus, Gleichheitsfeminismus, Differenzfeminismus sowie der separatistische lesbische Feminismus (siehe: Entstehung des lesbischen Feminismus). Das europäische Emanzipationsdenken, aber auch Impulse aus anderen westeuropäischen Ländern, vor allem Frankreich, aus den USA und der so genannten Dritten Welt beeinflussten diese Strömungen.

#### Kritik
Nancy Fraser kritisierte 2009 und 2013 an der zweiten Welle der Frauenbewegung, die in Westeuropa und den USA einst aus der Kritik am Nachkriegskapitalismus entstanden sei, dass sich diese inzwischen selbst zur „Handlangerin des neuen, deregulierten Kapitalismus“ entwickelt habe. Mit der Politisierung des Privaten sei es zu einer Konzentration auf die kulturelle „Geschlechtsidentität“ gekommen (Identitätspolitik), während ökonomische Ungerechtigkeiten weniger beachtet worden seien. Die Bemühungen der Frauenbewegung für mehr Teilhabe am Arbeitsmarkt und die Kritik am männlichen Alleinverdienermodell hätten zu einer Ausweitung der Lohnarbeitsstunden pro Haushalt bei gleichzeitig sinkenden Löhnen und prekären Arbeitsverhältnissen geführt, da sich vor allem ein liberales Verständnis von Feminismus durchgesetzt habe, das die „Segnungen individueller Autonomie, vermehrter Wahlmöglichkeiten und eines meritokratischen Aufstiegs“ betont, aber nicht mehr auf soziale Solidarität gesetzt habe. Auf diese Weise sei ein „progressiver“ Neoliberalismus entstanden, wobei der Feminismus als „Schlüsselelement“ den Aufstieg des Neoliberalismus erst ermöglicht habe.
Der Kritik von Fraser widerspricht Nanette Funk 2013 teilweise. Zwar habe in der Tat eine „neoliberale Instrumentalisierung“ der Anliegen des Feminismus zur stärkeren Erwerbsbeteiligung von Frauen stattgefunden, um prekäre Arbeitsverhältnisse auszuweiten, daraus könne aber nicht abgeleitet werden, dass sich der Feminismus mit dem Neoliberalismus verbündet habe. Zudem würde Fraser den Einfluss des Feminismus überschätzen und dass der Feminismus z B. in den 1990er-Jahren trotz Fortschreiten des Neoliberalismus einen starken Backlash erfahren habe. Des Weiteren entgegnet Funk, dass die beginnende zweite Welle des Feminismus anders als von Fraser angenommen nicht durchgängig antikapitalistisch war, und andererseits, dass auch heute ökonomische Anliegen im Aktivismus für Frauenrechte noch eine Rolle spielen würden.

### Dritte Welle
Ab Mitte der 1990er Jahre wird für Großbritannien und die USA eine dritte Welle des Feminismus angenommen, während in Deutschland von Netzfeminismus oder Queerfeminismus gesprochen wird. Er versteht sich eher als intersektional (siehe Intersektionaler Feminismus), heteronormativkritisch und queer. Die jungen Feministinnen des Netzfeminismus arbeiten vor allem mit dem Internet und zielorientiert in Projekten und Netzwerken mit feministischer Ausrichtung, wie zum Beispiel in der 1992 in den USA gegründeten Third Wave Foundation. Im deutschsprachigen Raum entstanden Internetprojekte wie Mädchenmannschaft und Missy Magazine.
Intersektionaler Feminismus entwickelte sich aus der Kritik von Schwarzen Frauen und innerhalb des Schwarzen Feminismus in den USA und Europa, die den Rassismus in der Gesellschaft und auch in den Frauenbewegungen kritisierten. Sie thematisierten erstmals Unterdrückung nach ethnischer Herkunft, Klasse und Geschlecht. Ausgangspunkt für feministische postkoloniale Theorien waren die von den Vereinten Nationen seit 1975 veranstalteten Weltfrauenkonferenzen, die für Feministinnen der Dritten Welt eine Plattform ihrer internationalen Vernetzung bildeten. Zu den feministischen Denkerinnen, die sich in den Fragen einer transnationalen Politik engagieren, gehören die Philosophinnen Martha C. Nussbaum und Gayatri Chakravorty Spivak.
In den 1990er Jahren entstand in den USA die Riot-Grrrl-Bewegung aus einem Punk-Kontext. Elemente der Riot-Grrrl-Bewegung wurden auch in Deutschland aufgegriffen. Einflussreiche Autorinnen und Aktivistinnen sind Jennifer Baumgardner, Kathleen Hanna und Amy Richards.
Andere Gruppen artikulieren sich seit Mitte 2000 in direkten Aktionen mit künstlerischen und parodistischen Mitteln. Dazu gehören die Slutwalks, One Billion Rising, Femen oder Pussy Riot. Darin zeige sich, so Sabine Hark, „ein entschiedenes ›Nein‹ […] zu Sexismen jeglicher Art“ und eine Anknüpfung an die Protestformen des Feminismus der 1970er Jahre.

## Schlüsselwerke der Zweiten Welle

### Das andere Geschlecht

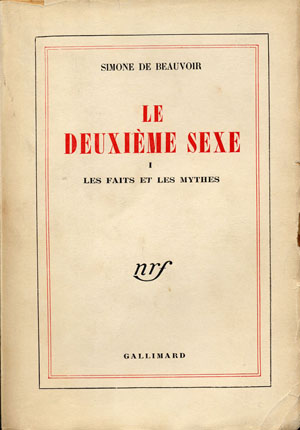

Lange vor Aufbruch der Neuen Frauenbewegung hatte Simone de Beauvoir 1949 in ihrem viel beachteten Werk Le Deuxième Sexe (wörtlich: das zweite Geschlecht; 1951 unter dem deutschen Titel Das andere Geschlecht) die weibliche Lebenssituation ausführlich analysiert. De Beauvoirs Ausgangsfragen sind: Was ist eine Frau? Warum ist die Frau das Andere? Der philosophische Hintergrund ihrer Untersuchung ist der Existenzialismus; er fülle die Lücke, die der sozialistische Ansatz zurücklasse, um die Situation der Frau zu verstehen. Die Verschiedenheit der Geschlechter, die gleichzeitig als Rechtfertigung der Unterdrückung der Frau dient, ist nach de Beauvoir nicht natur-, sondern kulturbedingt. Die Konstruktion der Frau als das andere Geschlecht lasse sich nur aus den jeweils herrschenden Moralvorstellungen, Normen und Sitten einer Kultur erklären. Beauvoir ruft in ihrem Buch die Frauen dazu auf, sich nicht mit ihrem Status als Ergänzung des Mannes zufriedenzugeben und ihre Gleichstellung in der Gesellschaft in jeder Hinsicht zu beanspruchen. Sie setzte sich für eine Entmystifizierung der Mutterschaft und das Recht auf Abtreibung ein. Das andere Geschlecht gilt als Standardwerk und Ausgangspunkt der feministischen Philosophie. Ein Schlüsselzitat aus diesem Werk lautet:

„Man kommt nicht als Frau zur Welt, man wird es.“

### Der Weiblichkeitswahn
Ein Buch der US-Amerikanerin Betty Friedan markierte den internationalen Neubeginn der zweiten Frauenbewegungen: 1963 erschien The Feminine Mystique in New York (deutsche Erstausgabe: Der Weiblichkeitswahn, 1966). Darin entwarf sie eine kritische Analyse der amerikanischen Gesellschaft. Sie zeigte, dass Werbung, Massenmedien und andere Ideologie vermittelnde Institutionen die Vorstellung von einem erfüllten Dasein als Hausfrau und Mutter hervorbrachten, und belegte anhand zahlreicher Interviews, wie wenig diese Ideologie der tatsächlichen Erfahrung von Frauen entsprach. Sie sah in der Reduktion der Frauen auf ihre Rolle als Hausfrau und Mutter die Ursache für die Unzufriedenheit und Unausgefülltheit vieler Mittelschichtfrauen. Friedan propagierte stattdessen, dass sich eine Frau nur verwirklichen könne, wenn sie auch ihre eigenen Bedürfnisse berücksichtige. Den zentralen Schlüssel zur Selbstbefreiung sah sie in der Berufstätigkeit der Frauen, wobei dies Ehe und Mutterschaft nicht ausschließt.

„Wie für einen Mann führt auch für eine Frau der einzige Weg zu sich selbst über schöpferische Arbeit.“

### Sexus und Herrschaft
Kate Millett prägte mit ihrem Werk Sexual politics (1969, dt. Sexus und Herrschaft, 1970) entscheidend den Diskurs des radikalen Feminismus in den 1970er und 1980er Jahren. Zum ersten Mal wird darin das Verhältnis von Mann und Frau als Herrschaftsverhältnis begriffen und unter dieser Perspektive analysiert. Kate Millett betrachtet das Patriarchat als das grundlegende Ausbeutungs- und Unterdrückungsverhältnis, da es in nahezu allen Gesellschaftsformationen als Konstante vorkommt, auch in sozialistischen. Es steht demnach über dem Klassenwiderspruch. Obwohl Millett sich auch als Sozialistin bezeichnete, forderte sie, das Patriarchat unmittelbar und sofort zu bekämpfen, ohne auf eine sozialistische Revolution zu warten, die nicht auf der Tagesordnung stehe. In diesem Kampf stehen sich Männer und Frauen unversöhnlich gegenüber. In anderen Teilen ihres Buches analysiert sie die anthropologischen und religiösen Mythen, die die Unterdrückung der Frauen rechtfertigen. Des Weiteren kritisiert sie Schriftsteller wie D. H. Lawrence, Henry Miller und Norman Mailer, denen sie vorwirft, mit ihrer patriarchalen Erotik zur Erniedrigung und Unterwerfung der Frauen beizutragen. Damit sprach sie ein weiteres wichtiges Thema des Feminismus in den 1970er Jahren an, nämlich seine Stellung zu Sexualität und Pornographie.

## Strömungen innerhalb des Feminismus
Feminismus wird in der internationalen Forschung als analytischer Begriff für politische Philosophien verwandt, die die Aufhebung von Geschlechterhierarchien oder Geschlechterdifferenzen im Blick haben. Es gibt keine einheitliche feministische Theorie, sondern viele verschiedene Ansätze und Strömungen. Die unstrittige Kernfrage aller feministischen Strömungen ist die Ungleichheit auf den Feldern der politischen, ökonomischen und intellektuellen Teilhabe sowie die Kritik der Gewalt. Ein selbstbestimmtes Leben ohne Gewalt führen zu können, betrachten die Theoretikerinnen des Feminismus von Mary Wollstonecraft bis Martha Nussbaum als Bedingung der Möglichkeit von Freiheit und Gleichheit für Frauen.
Die Philosophin Herta Nagl-Docekal fasst die Entwicklung des europäischen, feministischen Denkens in drei Stufen zusammen: am Anfang stand die Emanzipation der Frauen, die sich an der Gleichheit der Geschlechter orientierte; auf der zweiten Stufe folgte die Wahrnehmung der Andersheit des Weiblichen im positiven Sinne, das dem Männlichen mindestens ebenbürtig, wenn nicht überlegen ist (Differenzdenken); im Anschluss daran stände das Ziel der Veränderung der Gesellschaft unter dem Gesichtspunkt der Gleichberechtigung beider Geschlechter an.

### Radikalfeminismus
Der europäischen feministischen Bewegung ging die amerikanische voraus. Eine der ersten Organisationen, in der sich Frauen und Männer in der Tradition der Reformpolitik der ersten Frauenbewegung zusammenschlossen, war die 1966 unter anderen von Betty Friedan gegründete National Organization for Women (NOW). Demgegenüber entstand in den 1960er Jahren ein so genannter Radikalfeminismus (radical feminism), deren Vertreterinnen aus der studentischen Neuen Linken und der Bürgerrechtsbewegung (Civil Rights Movement) kamen. Sie sahen sich in diesen Bewegungen trotz der vorherrschenden Gleichheitsrhetorik ebenso diskriminiert wie in der übrigen Gesellschaft und begannen autonome Frauengruppen in den großen Städten zu gründen, darunter die New York Radical Women, die Gruppe Women’s Liberation in Berkeley und das Kollektiv Bread and Roses in Boston, das sich als antikapitalistisch und antirassistisch verstand. Die New York Radical Women entwickelten die analytische Methode Consciousness-raising, mit der Frauen die politischen Aspekte in ihrem persönlichen Leben erforschten. Ein Slogan der Bewegung lautete „Das Private ist politisch“. Der Radikalfeminismus sieht die Ursache der Unterdrückung von Frauen in patriarchalen Strukturen, die sich wiederum prominent in Familienstrukturen und im privaten Bereich zeigten und die dementsprechend beseitigt werden müssten. Eine der wichtigsten Initiatorinnen und Theoretikerinnen des radical feminism war Shulamith Firestone. Sie postulierte, dass am Ende der feministischen Revolution „nicht einfach die Beseitigung männlicher Privilegien, sondern der Geschlechterunterschiede“ stehen müsse. Weitere einflussreiche Theoretikerinnen des Radikalfeminismus in den USA waren Anne Koedt, Catharine MacKinnon, Germaine Greer und Mary Daly.
Anhängerinnen des radikalen Feminismus argumentieren, dass die Unterdrückung von Frauen die erste und primäre Unterdrückung sei. Radikale Feministinnen betonen, dass Emanzipation und Gleichberechtigung nach dem Verständnis der Männer nicht genug seien. Eine Revolutionierung der sozialen, patriarchalen Strukturen wird angestrebt.

### Gleichheitsfeminismus

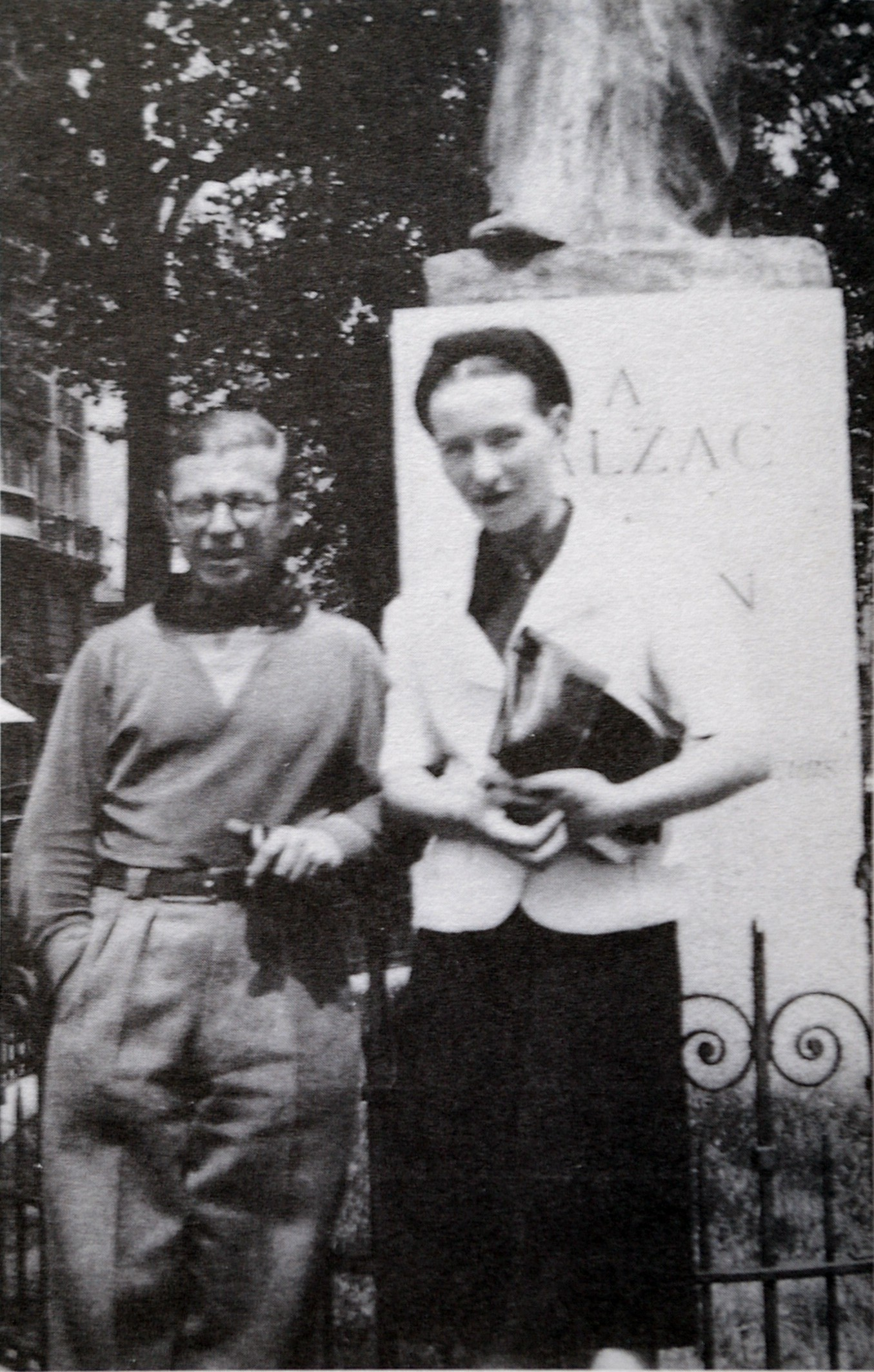
Simone de Beauvoir (r.) und Jean-Paul Sartre, 1930

„Gleichheit“ und „Differenz“ sind zentrale Kategorien im feministischen Diskurs. Gleichheitsfeministische Theorien sind in erster Linie herrschaftskritisch. Sie analysieren die gesellschaftliche Wirklichkeit der Geschlechter und untersuchen die gesellschaftlichen Konstruktionsweisen von Gleichheit und Ungleichheit. Im Gleichheitsfeminismus (Egalitätsfeminismus oder Sozialer Feminismus [siehe auch Sozialer Feminismus der 1920er Jahre]) gehen die Vertreterinnen von einer grundsätzlichen Gleichheit der Geschlechter aus und begründen die zwischen den Geschlechtern existierenden Unterschiede hauptsächlich mit gesellschaftlichen Machtstrukturen und Sozialisation der Menschen. Diese Idee war erstmals von Simone de Beauvoir in das Das andere Geschlecht (1949) aufgeworfen worden, wonach die Frau als „das Andere“ und soziales Konstrukt der Männer betrachtet wird.
Nach dieser Theorie gibt es kein „typisch männlich“ und „typisch weiblich“, sondern nur durch geschlechtsspezifische Sozialisation und Aufgabenteilung begründete Verhaltensunterschiede zwischen den Geschlechtern. Ziel dieses feministischen Emanzipationskampfes ist die Aufhebung sämtlicher geschlechtsspezifischer gesellschaftlicher Ungerechtigkeiten und Unterschiede, um so den Menschen zu ermöglichen, nach ihren individuellen Fähigkeiten und Vorlieben zu leben, statt nach gesellschaftlich vorgegebenen Geschlechterrollen. Bekannte Vertreterinnen des Gleichheitsfeminismus sind unter anderen Elisabeth Badinter und im deutschsprachigen Raum Alice Schwarzer.
Radikalisiert wurde dieser Gedanke durch einen Teil der um die französische Zeitschrift Revue Nouvelles Questions Féministes (NQF) gruppierten Feministinnen. Während für de Beauvoir Anatomie letztlich als gegeben und Teil der Situation galt, interpretierten sie das biologische Geschlecht selbst als Konstrukt mit dem Zweck, die Machtverhältnisse zwischen Männern und Frauen zu markieren.

### Differenzfeminismus
Im Differenzfeminismus oder kulturellen Feminismus ist die Verschiedenheit der Geschlechter die bestimmende Kategorie. Dabei reicht das Spektrum von denjenigen, die eine grundsätzliche wesensmäßige Verschiedenheit der Geschlechter annehmen, die meist aus der biologischen Differenz (Geschlecht) oder der durch Kultur und gesellschaftliche Prozesse entstandenen Differenz hergeleitet wird, bis hin zu jenen, die die Frage nach der wesensmäßigen Bedingtheit der Geschlechter für irrelevant halten und die faktische Differenz, die sich im Alltagsleben zeigt, zum Ausgangspunkt für Theorien und politisches Handeln machen.
Frühe Theoretikerinnen des Differenzfeminismus (um 1900) wie Jane Addams und Charlotte Perkins Gilman argumentierten, dass in der Politik und zur Beilegung von Konflikten in der Gesellschaft die Tugenden der Frauen benötigt werden. Zum Beispiel führt die Annahme „Frauen sind einfühlsamer und sanfter als Männer“ zu dem Rückschluss, dass es bei einer Weltherrschaft der eher pazifistisch eingestellten Frauen weniger Kriege gäbe und dass Frauen eine bessere Kindererziehung gewährleisteten. Eine klassische Vertreterin des feministischen Pazifismus war Bertha von Suttner.
Zu den bedeutenden feministischen Differenzdenkerinnen der Gegenwart gehören die französische Psychoanalytikerin und Kulturtheoretikerin Luce Irigaray, deren Ausgangspunkt die Theorien von Freud und Lacan sind, und die Schriftstellerin Hélène Cixous. Ihr Ziel ist, das Besondere sichtbar zu machen, das die Frau von dem Mann unterscheidet. Sie fordern eine Revolution der symbolischen Ordnung des Patriarchats, mit der die Unterschiede zwischen den Geschlechtern neu bewertet werden. Eine neue symbolische Ordnung, die über die Mutter und andere Frauen definiert wird, postulieren auch die italienischen Philosophinnen um Luisa Muraro, die sich zu der Gruppe Diotima zusammengeschlossen haben. In Deutschland wird dieser Ansatz zum Beispiel von Antje Schrupp vertreten.
Die Unterschiede zwischen Gleichheitsfeminismus (sozialer Feminismus) und Differenzfeminismus (kultureller Feminismus) in der zweiten Frauenbewegung in Frankreich und Deutschland fasst die Historikerin Kristina Schulz folgendermaßen zusammen: „Plädierte man […] auf Seiten des kulturellen Feminismus für eine Gesellschaft, die das ‚Andere‘ anerkannte, zielte der soziale Feminismus auf die Überwindung des ‚Anderen‘. Strebten Vertreterinnen des kulturellen Feminismus an, Geschlechterhierarchien aufzuheben, setzten sich soziale Feministinnen für die Überwindung von Geschlechterdifferenzen ein.“
In der neueren feministischen Theoriedebatte, v. a. in Frankreich, wird das vermeintliche Gegensatzpaar „Gleichheits- und Differenzfeminismus“ als Erfindung oder Konstruktion diskutiert, z. B. von Françoise Collin und Geneviève Fraisse. Die starke Polarisierung führen sie auf die Zugehörigkeit der Vertreterinnen zu bestimmten Disziplinen zurück. So fehle den Egalitätsfeministinnen eine Theorie des Subjekts, den Differenzfeministinnen eine Gesellschaftstheorie.

#### Gynozentrischer Feminismus
Der Begriff für eine spezifische Variante des Differenzfeminismus wurde von der amerikanischen Politikwissenschaftlerin Iris Marion Young geprägt (Humanism, Gynocentrism and Feminist Politics, 1985). Young unterscheidet in der Geschichte des Feminismus den humanistischen Feminismus, der alle liberalen, sozialistischen und radikalen Strömungen einschließt und im 19. Jahrhundert wie in der Zweiten Welle des Feminismus in den 1970er Jahren verbreitet war, von einem gynozentrischen Feminismus. Dieser kritisiere die fehlende Würdigung der weiblichen Subjektivität, die sich in Abwertung weiblicher Körper, Moral und Sprache ausdrücke und in dem universellen, vermeintlich geschlechtsneutralen Individualitätsmodells des Humanismus festgeschrieben sei. Auf dem Hintergrund dieser Kritik wolle der gynozentrische Feminismus eine Philosophie der weiblichen Erfahrung begründen. Einen gynozentrischen Ansatz entwickelte laut Young zum Beispiel die amerikanische Psychologin Carol Gilligan (In a Different Voice, deutsch: Die andere Stimme, 1982), demnach die Frau aufgrund der Erfahrung des Mutterseins eine andere Moral verkörpere als der Mann. Aus dieser Grundannahme entwickelte sie ihre „Philosophie der Fürsorge“: der männlichen Ethik der Gerechtigkeit stellt sie die weibliche Ethik der Fürsorge gegenüber. Gilligan durchbrach damit die bis dahin dominierende feministische Diskurstradition, nach der die Festlegung auf Fürsorge als ein Medium der Frauenunterdrückung galt.
Elisabeth Badinter kritisierte diesen Ansatz als neuen Biologismus und bezeichnete ihn als naturalistischen Feminismus.

### Spiritueller Feminismus

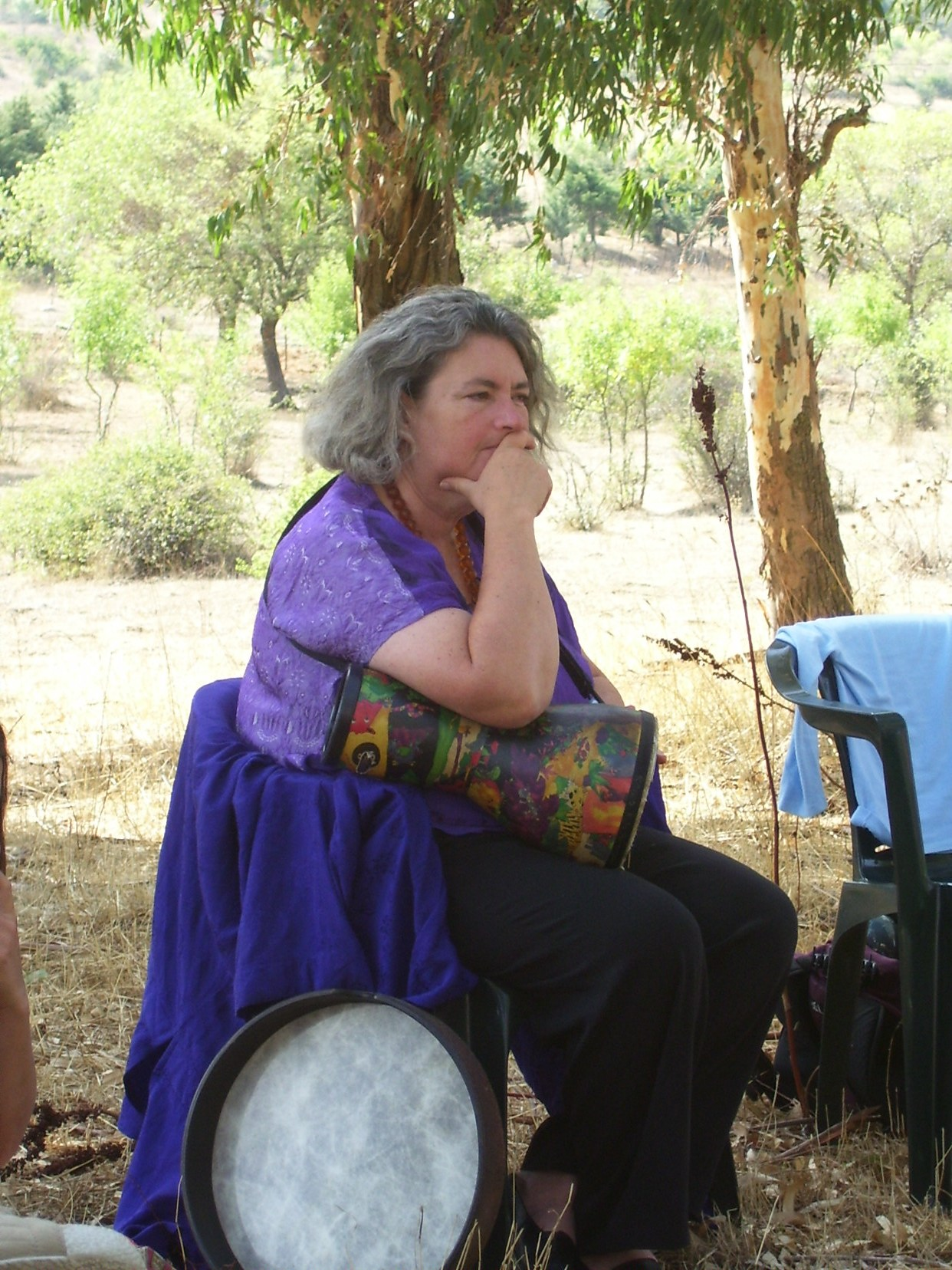
Starhawk, 2007

In den Jahren ab 1970 entstanden zahlreiche vom Feminismus und mitunter auch Matriarchatsideen geprägte spirituelle, esoterische oder neuheidnische Richtungen, die die „Große Göttin“ in ihren drei Formen als Mädchen, Mutter und Weise Alte verehren. Einige Autorinnen interpretieren dies als gynozentrischen Ansatz. Die historische Hexenverfolgung wird unter dem Aspekt gedeutet, dass sie allen Frauen galt. Die Hexenverfolgung habe die in der Hand von Frauen befindliche Frauenheilkunde zerstört. Je nach Strömung werden Hexen auch als letzte Anhängerinnen einer Religion der Großen Göttin verstanden. Die gleichzeitige Selbstidentifikation als Hexe oder Magierin steht im Zusammenhang mit dem Versuch, sich dieses Wissen wieder anzueignen. Einflussreiche Vertreterinnen des spirituellen Feminismus sind die US-Amerikanerin Starhawk (The Spiral Dance. A Rebirth of the Ancient Religion of the Goddess, 1979) und in Deutschland Luisa Francia und Ute Schiran. Starhawks Vorstellungen beeinflussten die Ritualpraxis des spirituellen Feminismus in Deutschland.
Die von Starhawk und anderen geprägte Reclaiming-Tradition, ein 1970 in Kalifornien entstandenes Netzwerk, in dem Frauen und Männer daran arbeiten, Spiritualität mit politischer Verantwortung zu verbinden, ist im amerikanischen Goddess-Movement (deutsch: Göttin-Bewegung) sowie im Wiccatum begründet und integriert ökofeministische Vorstellungen.

### Ökofeminismus
Im Zuge der internationalen Umwelt-, Friedens- und Frauenbewegungen ab Mitte der 1970er Jahre bildete sich der Ökofeminismus heraus. Er argumentiert, dass es zwischen der Unterdrückung der Frau im Patriarchat und der Ausbeutung der Natur Zusammenhänge gebe. Bekannte Theoretikerinnen sind u. a. Maria Mies und Vandana Shiva. Kritik am Ökofeminismus, vorgetragen z. B. von Donna Haraway, richtet sich gegen als essentialistisch wahrgenommene Weiblichkeitsbilder im Ökofeminismus und wird unter dem Begriff Cyberfeminismus zusammengefasst.

### Psychoanalytisch orientierter Feminismus
In einem der Klassiker der feministischen Literatur, der 1969 erschienenen Sexual Politics, untersucht und kritisiert Kate Millett unter anderem Sigmund Freuds Theorien zum Wesen der Frau. Sie formuliert dort die „Theorie der Sexualpolitik“, die dem gängigen Politikverständnis eine Politik der ersten Person gegenüberstellt.
Eine Autorin, die mit psychoanalytischen Kategorien nach den Ursachen der Unterdrückung des weiblichen Geschlechts sucht, ist Juliet Mitchell. Sie entwickelte eine „feministische Interpretation“ der Werke Sigmund Freuds und interpretiert die Psychoanalyse als theoretische Erklärung „der materiellen Realität von Vorstellungen im geschichtlichen Lebenszusammenhang des Menschen“ und sieht damit die Freudsche Theorie als psychologisches Fundament des Feminismus.
An den französischen Psychoanalytiker Jacques Lacan anschließend, ihn jedoch aus feministischer Sicht kritisierend, wandten sich Theoretikerinnen wie Julia Kristeva und Luce Irigaray anders als dieser den präödipalen und damit vorsymbolischen Vorgängen zu. Sie lenkten in ihrer Theoriebildung den Blick auf das Körperliche und die infantile Mutterbeziehung. Lacan habe die patriarchale Struktur der Sprache und der symbolischen Ordnung zwar herausgearbeitet, aber gleichzeitig auch befestigt und ein eingeschlechtliches – phallozentrisches – Denkmodell so fortgeführt. Nach Irigaray gibt es in der patriarchalischen Gesellschaft keine wirkliche sexuelle Differenz, sie sei errichtet auf dem Opfer der Mutter. Ziel müsse sein – zunächst im Rahmen eines „strategischen Essenzialismus“ – eine separate weibliche Subjektposition zu erarbeiten.

### Sozialistischer Feminismus

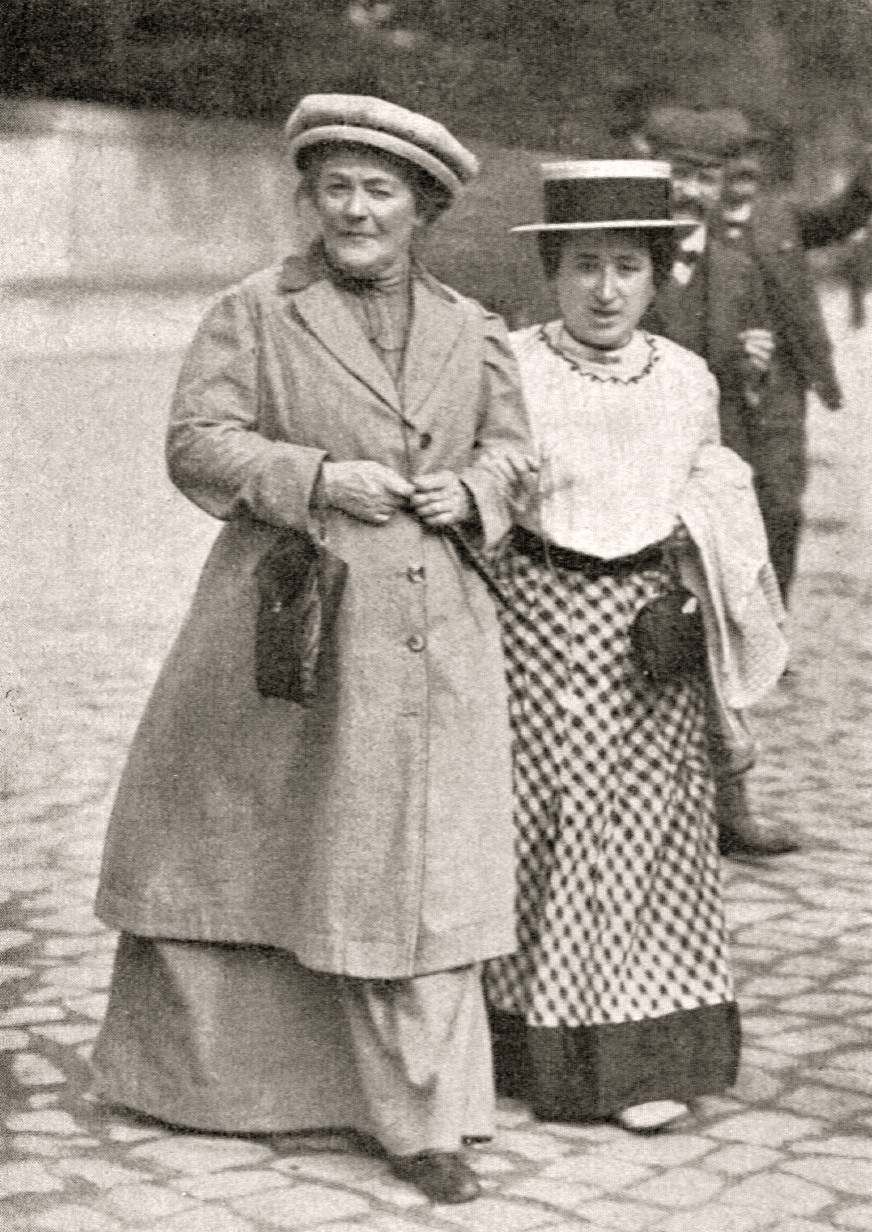
Clara Zetkin (links) und Rosa Luxemburg (rechts), 1910

Der sozialistische Feminismus geht von einer grundlegenden Gleichheit der Geschlechter aus und ist skeptisch gegenüber Thesen einer natürlichen Geschlechterdifferenz. Er sieht die Frauenunterdrückung durch zwei zusammenwirkende Strukturen verursacht: den Kapitalismus und das Patriarchat. In der zweiten Frauenbewegung organisierte er sich hierarchisch und in der Regel in Anlehnung an eine Partei, so die Demokratische Fraueninitiative. Er setzt sich vor allem für die gesamtgesellschaftlichen Rechte der Frau ein und sieht diese als Voraussetzung oder Element für die Überwindung des kapitalistischen Systems an. Ebenso stellt er die Frage nach unbezahlter Haus- und Reproduktionsarbeit und ihrer Funktion für das System der kapitalistischen Produktion. Der sozialistische oder marxistische Feminismus ist oftmals mit der Arbeiterbewegung verbunden.
In der Theoriebildung greift der sozialistische Feminismus auf die marxistische Analyse zurück, allerdings wird unterhalb der Klassenwidersprüche als „Hauptwiderspruch“ der Geschlechtsunterschied angenommen und in eine „materialistische Geschichtsinterpretation“ einbezogen. Die teilweise daraus resultierende Forderung nach Aufhebung der biologischen Unterschiede der Geschlechter wird als „Kybernetischer Feminismus“ (auch: „Kybernetischer Kommunismus“) bezeichnet. Shulamith Firestone und Marge Piercy forderten, dass die Gentechnologie die Fortpflanzung übernehmen solle und so die Frauen von der biologischen Notwendigkeit des Gebärens befreit werden.

### Anarchistischer Feminismus

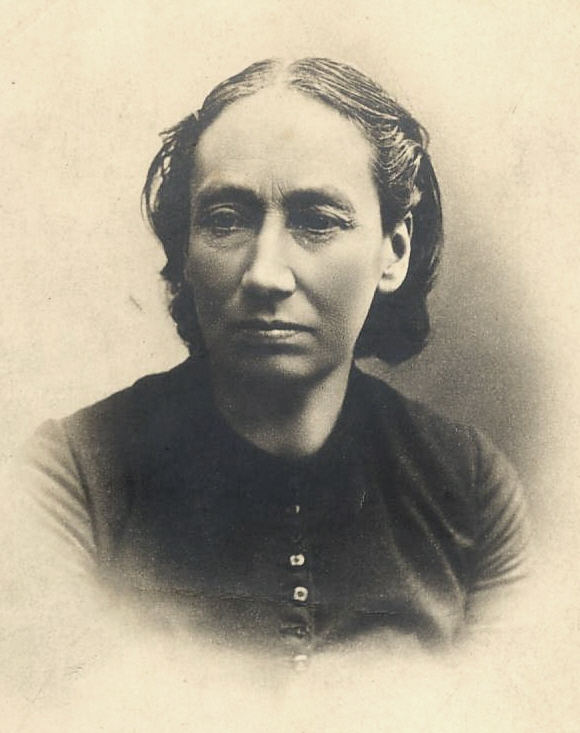
Louise Michel

Die Einflüsse zwischen feministischen Positionen und der Geschichte des Anarchismus sind bislang recht wenig erforscht und beschränken sich auf wenige herausragende Personen. Für die Anfänge des Anarchismus Mitte bis Ende des 19. Jahrhunderts verbinden beispielsweise Virginie Barbet und André Léo anarchistische mit feministischen Positionen. Louise Michel (1830–1905) wurde vor allem durch ihre Tätigkeit während der Pariser Kommune bekannt. In den USA vertrat die Feministin Victoria Woodhull (1838–1927) anarchistische Positionen innerhalb der Ersten Internationale. Als herausragende Figur des amerikanischen Anarchismus gilt Emma Goldman (1869–1940). Sie steht für eine systematische Verbindung von Feminismus und Anarchismus, die auch ihr privates Leben auszeichnete. Persönliche und politische Freiheit für Frauen gehörten für sie zusammen – ein zentraler Gedanke des Feminismus in der zweiten Hälfte des 20. Jahrhunderts. 1906 schrieb sie in dem anarchistischen Journal Mother Earth: „Die Emanzipation sollte es der Frau ermöglichen im wahrsten Sinne menschlich zu sein.“ Emma Goldmann setzte auf die „natürlichen Eigenschaften der Frau“, auf „grenzenlose Liebe“ und Muttergefühle. Zugleich kämpfte sie für die Revolution wie Clara Zetkin, gehörte jedoch zu den Ersten, die die Russische Revolution kritisierten; sie brandmarkte die Sklaverei und setzte sich für Freiheitsrechte ein. Während Goldman zumindest zeitweise Gewalt als politisches Mittel befürwortete, brachte Clara Gertrud Wichmann (1885–1922) das Prinzip der Gewaltlosigkeit in den politischen Diskurs in Europa ein. Im Spanischen Bürgerkrieg wurde 1936 die feministisch-anarchistische Frauenorganisation Mujeres Libres gegründet. Der Anarchafeminismus ist eine in den 1970er Jahren geprägte Strömung des Radikalfeminismus, die diesen um Elemente anarchistischer Theorie und Praxis erweitert.

### Liberaler Feminismus
In den USA gibt es eine Tradition des unbeschränkten Liberalismus, der bürgerliche Freiheit als den fundamentalen Wert vertritt. Liberaler Feminismus fordert diese Freiheit auch für Frauen ein. Er ist unterteilt in die Strömungen klassischer-liberaler bzw. libertärer Feminismus, der vor allem Freiheit von zwangsweisen Eingriffen fordert (negative Freiheit), und liberaler Feminismus im engeren Sinne, der die Emanzipation der Frau als Individuum anstrebt und die persönliche Autonomie betont, dabei aber auch die positive Freiheit in den Blick nimmt, das heißt die Schaffung der Rahmenbedingungen, unter denen sich Frauen frei entfalten können, fordert.
 Der „Gerechtigkeitsfeminismus“ (englisch equity feminism), teilw. auch „Individualfeminismus“ (englisch individualist feminism) genannt, ist eine Form des klassisch-liberalen bzw. libertären Feminismus, der die Aufgabe vor allem darin sieht, Frauen vor zwangsweisen staatlichen Eingriffen zu schützen. Es werden sowohl Gesetze abgelehnt, die Frauen benachteiligen, als auch solche, die sie besonders bevorzugen. Gerechtigkeitsfeministen argumentieren, das Ziel des Feminismus sei z. B. in den Vereinigten Staaten bereits erreicht und Frauen seien nicht mehr unterdrückt. Bekannte Vertreterinnen dieser Strömung sind beispielsweise Wendy McElroy oder Christina Hoff Sommers. Die Strömung ist innerhalb des Feminismus umstritten und findet Überschneidungen mit der antifeministischen Männerrechtsbewegung, beispielsweise in der Behauptung über angeblich massenhaft falsche Vergewaltigungsvorwürfe. Daneben gibt es die Strömung des „kulturell-libertären Feminismus“ (englisch cultural libertarian feminism) innerhalb des klassisch-liberalen bzw. libertären Feminismus, die nicht nur den Staat, sondern auch kulturelle Gegebenheiten wie die traditionelle Familie und die Religion als Quelle von Unterdrückung anerkennt. Theoretische Zusammenhänge gibt es mit dem Anarchismus oder Anarchafeminismus.

### Dekonstruktivistischer Feminismus

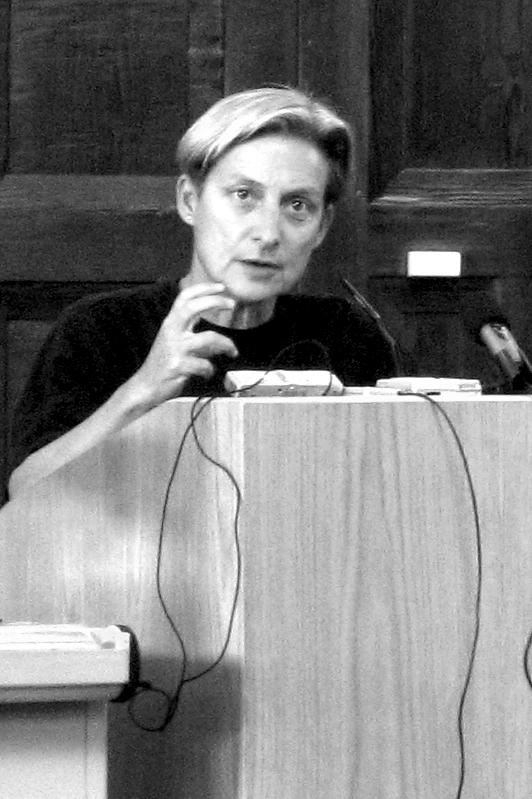
Judith Butler, 2007

Judith Butler, Autorin von Das Unbehagen der Geschlechter, und andere Vertreterinnen des feministischen Dekonstruktivismus bauen auf dem de Beauvoirschen Egalitätsfeminismus auf und gehen einen Schritt weiter: Sowohl das biologische Geschlecht (sex) als auch das soziale Geschlecht (gender) seien gesellschaftliche Konstrukte, deshalb müsse das Geschlecht als Klassifikationseinheit abgelehnt werden.
Ins Zentrum dieser Theorie tritt die Differenz unter Menschen, das heißt, angenommene Gemeinsamkeiten und Geschlechtsidentitäten werden „aufgelöst, dekonstruiert“ – die Unterschiede der Menschen eines Geschlechts seien stärker als die Unterschiede zwischen den Geschlechtern. Stattdessen wird davon ausgegangen, dass es so viele Identitäten gibt, wie es Menschen gibt. Auch die in den vorherigen Ansätzen angenommene Zweigeschlechtlichkeit wird aus dekonstruktivistischer Sicht bestritten und durch Vielgeschlechtlichkeit ersetzt.

### Postfeminismus
Als „Postfeminismus“ werden sehr unterschiedliche Konzepte bezeichnet, weshalb es um den Begriff kontroverse Debatten gibt. Einerseits wird mit „Postfeminismus“ das Ende des Feminismus oder zumindest bestimmter Phasen des Feminismus beschrieben und teilweise auch als Backlash gegen den Feminismus verstanden. Andererseits wird in einigen Ansätzen durch das Präfix post- auch die Verbundenheit postfeministischer Konzepte zu vorangegangen feministischen Ansätzen oder eine „widersprüchliche Abhängigkeit“ des Postfeminismus vom Feminismus betont. Die britische Soziologin Rosalind Gill betrachtet den Postfeminismus als „Sensibilität“, in der sich feministische und antifeministische Narrative verstrickten. Sie legt den Fokus dabei insbesondere auf Medien und sieht als zentrale Bezugspunkte postfeministischer Diskurse u. a. die Idee von Weiblichkeit als körperliche Eigenschaft, einen Fokus auf Subjektivierung, Selbstüberwachung, -optimierung und -disziplinierung sowie auf Individualismus und „Empowerment“. In der postfeministischen Vorstellung von aktiv handelnden, sich frei entscheidenden und sich selbst neu erfindenden Individuen (insbesondere Frauen), eine Vorstellung, die die Betrachtung politischer, sozialer oder anderer äußerer Einflüsse auf das Individuum verdrängt habe, fänden sich zudem Parallelen und Verbindungen zu neoliberalen Ideologien.

## Feministische Wissenschaftsdisziplinen
Wissenschaftliches Arbeiten wird von den Herausgeberinnen der Feministischen Studien als feministisch bezeichnet, wenn „die normative und empirische Komplexität der Geschlechterverhältnisse“ anerkannt und auf dieser Basis „gegebene Verzerrungen durch Interessen und Stereotype“ reflektiert werden. In vielen Wissenschaftsdisziplinen entstanden seit Ende des 20. Jahrhunderts feministische Teilbereiche, um die fehlende Frauen- bzw. Geschlechterperspektive innerhalb der Disziplinen zu erforschen:
- Feministische Geschichtswissenschaft
- Feministische Kommunikations- und Medienwissenschaft
- Feministische Kriminologie
- Feministische Kunstgeschichte
- Feministische Kunstwissenschaft
- Feministische Linguistik
- Feministische Literaturwissenschaft
- Feministische Philosophie (Ästhetik, Erkenntnistheorie, Ethik, Metaphysik, Wissenschaftstheorie)
- Feministische Psychologie
- Feministische Psychotherapie
- Feministische Rechtswissenschaft
- Feministische Theologie

## Begriff Staatsfeminismus
„Staatsfeminismus“ ist keine feministische Strömung. In der Politikwissenschaft werden mit diesem Terminus zum einen die Versuche von Staaten bezeichnet, formale Gleichberechtigung von Frauen und Männern mit Reformen „von oben“ durchzusetzen, wie zum Beispiel in der Türkei im Zuge des kemalistischen Modernisierungsprojekts 1923, in der DDR oder in Tunesien seit den 1950er Jahren.
Als „Staatsfeminismus“ wird zum anderen die Institutionalisierung von Emanzipationsbestrebungen von Frauen im modernen Staat bezeichnet sowie eine spezifische frauenpolitische Strategie, die mit dem Schlagwort Marsch durch die Institutionen beschrieben wird. Prototypisch dafür stehen die skandinavischen Länder und Australien. Der so genannte Staatsfeminismus in Finnland zum Beispiel, wo unter anderem die innerparteiliche Frauenförderung eine lange Tradition hat, erleichterte effektiv die politische Teilhabe von Frauen. Birgit Sauer kommt in ihrer Studie Engendering Democracy. Staatsfeminismus im Zeitalter der Restrukturierung von Staatlichkeit (2006) zu dem Ergebnis: „[…] Frauen [haben] in den vergangenen dreißig Jahren relativ erfolgreich westliche liberale Demokratien unter einer Frauenperspektive demokratisiert.“ Das zeige sich darin, dass nicht nur der Anteil von Frauen in politischen Entscheidungsgremien erheblich zugenommen habe, sondern auch die „inhaltlich-substantielle Repräsentation entscheidend im Sinne eines frauenfreundlichen Outputs beeinflusst werden konnte“. Diese Entwicklung sei maßgeblich der Einrichtung staatlicher Institutionen wie Frauenministerien, Frauenbüros oder Gleichstellungsbeauftragten zu verdanken, die als Vermittler zwischen Frauengruppen und Frauenbewegungen einerseits und Politik und Verwaltung andererseits tätig seien.

„Der Terminus ‚Staatsfeminismus‘ bezeichnet eben dieses Phänomen […], nämlich die Entstehung von staatlichen Institutionen zur Gleichstellung von Frauen bzw. zur Frauenförderung.“

## Wirkung

Länder nach Index der geschlechtsspezifischen Ungleichheit (Gender Inequality Index) (Daten von 2019, veröffentlicht 2020). Rot kennzeichnet weniger Gleichstellung, grün mehr Gleichstellung.

Der Feminismus hat in Europa und in den USA zur Verbesserung der gesellschaftlichen Gleichstellung von Frauen gegenüber Männern beigetragen. Seit dem Aufkommen der ersten feministischen Ideen vor fast zwei Jahrhunderten und der daraus resultierten Frauenbewegung hat sich die Situation der Frauen radikal gewandelt. Vor allem die Einführung des Frauenwahlrechts in den meisten europäischen Ländern Anfang des 20. Jahrhunderts stellte eine Zäsur dar, die die Partizipationsmöglichkeiten von Frauen am politischen und gesellschaftlichen Leben von Frauen erheblich erweiterte. Mit dem Aufbruch starrer Familienstrukturen vor allem in der zweiten Hälfte des 20. Jahrhunderts änderten sich auch die Leitbilder und Lebensentwürfe vieler junger Frauen, die mit traditioneller Männlichkeit und überkommenen Weiblichkeitsbildern nicht mehr zusammenpassten. Die rechtliche Anerkennung und öffentliche Skandalisierung geschlechtsspezifischer Gewalt gegen Frauen förderte eine breite, geschlechtsübergreifende Sensibilisierung sowohl gegen persönliche Angriffe auf Frauen als auch gegen subtile, in der Gesellschaft verankerte Gewaltverhältnisse. Auf internationaler Ebene haben, ausgehend von den seit 1975 veranstalteten Weltfrauenkonferenzen durch die Vereinten Nationen, zunehmend Frauen auch in der Dritten Welt Plattformen und Initiativen gebildet, die sich mehr und mehr international vernetzten und dazu führten, dass das Thema „Women’s Human Rights“ weltweit Aufmerksamkeit erregt.
Trotz der Verbesserung vieler objektiver Indikatoren der Lebensqualität von Frauen seit den 1970er Jahren ist in den USA und der EU anhand repräsentativer Umfragen ein Rückgang der subjektiven Zufriedenheit von Frauen im Vergleich zu Männern festzustellen. Dieses Paradox hat trotz zahlreicher Ansätze noch keine befriedigende Erklärung gefunden. So könnte der Feminismus Erwartungen gefördert haben, die (noch) nicht erfüllt wurden. Weiterhin könnte die höhere Arbeitsmarktpartizipation auch negative Auswirkungen mit sich gebracht haben, beispielsweise durch die Schwierigkeit, Familie und Beruf unter einen Hut zu bekommen, wobei jedoch die Gesamtarbeitszeiten von Frauen und Männern seit 1965 gleichermaßen rückläufig sind. Auch könnte die allgemein gestiegene sexuelle und familiäre Selbstbestimmung bei Männern zu einem größeren Zuwachs an Zufriedenheit geführt haben als bei Frauen.
Mit dem Eintritt in das neue Jahrtausend ist in der öffentlichen Diskussion zunehmend die Frage gestellt worden, ob der Feminismus obsolet sei. Die heutigen Frauen seien in der Lage, „sich mit Energie, Disziplin, Selbstbewusstsein und Mut in einer Gesellschaft wie der unseren durchzusetzen.“ Schon in den 1990er Jahren neigten viele junge Frauen dazu, den Feminismus als langweilig und überholt anzusehen. Gleichzeitig aber entstanden vor allem in den nordischen Ländern neue öffentliche, mediengestützte Debatten über Feminismus, Gender und Sexualität. Der Protest richtete sich vor allem gegen das kommerzialisierte, stereotype Bild des idealisierten weiblichen Körpers hauptsächlich in der Modewelt, gegen fortgesetzte Homophobie in der Gesellschaft und gegen ungleiche Bildungschancen. In Deutschland formuliert eine junge Generation von Publizistinnen und Journalistinnen den Anspruch auf einen „neuen“ Feminismus, der sich deutlich vom herkömmlichen politischen Feminismus absetzt.
Inwieweit es sich bei diesen Strömungen tatsächlich um den Beginn eines völlig neuen feministischen Selbstverständnisses handelt oder ob sich der Feminismus der letzten 40 Jahre lediglich in transformierter Form fortsetzt, darüber herrscht in der derzeitigen wissenschaftlichen Debatte noch weitgehend Uneinigkeit.
Zur Aktualität des Feminismus formulierte Nancy Fraser:

“It will not be time to speak of postfeminism until we can legitimately speak of postpatriarchy.”

## Kontroversen
Der Feminismus erfuhr seit seinem Bestehen Kritik von vielerlei Seiten. Da unter dem Ausdruck Feminismus diverse – teils sich widersprechende – Strömungen zusammengefasst werden und im Laufe der Zeit viele Schriften veröffentlicht wurden und viele prominente Vertreter des Feminismus hervortraten, kann meist nur von Kritik an Teilaspekten des Feminismus gesprochen werden.
Von Frauenrechtlerinnen aus Asien, Afrika, Südamerika und aus dem arabischen Raum wird den US-amerikanischen und europäischen feministischen Organisationen immer wieder Eurozentrismus vorgeworfen: auf die spezifischen Bedürfnisse von Frauen aus anderen Kulturräumen, insbesondere aus Entwicklungsländern, werde keine Rücksicht genommen, der eurozentrierte Diskurs monopolisiere die „Frauenrechtsfrage“ für die spezifischen Bedürfnisse der Frauen aus dem europäisch-US-amerikanischen Kulturraum.
In der Auseinandersetzung mit der feministischen Anti-Pornographiebewegung in den USA entstand in den frühen 1980er Jahren der Sex-positive feminism. In Deutschland wird er unter anderem von Laura Méritt vertreten, die PorYes initiierte. Sie lehnt ebenso wie zum Beispiel Alice Schwarzer herkömmliche Pornos ab und setzt sich für alternative Bilder zu den Angeboten der Pornoindustrie ein.

## Antifeminismus

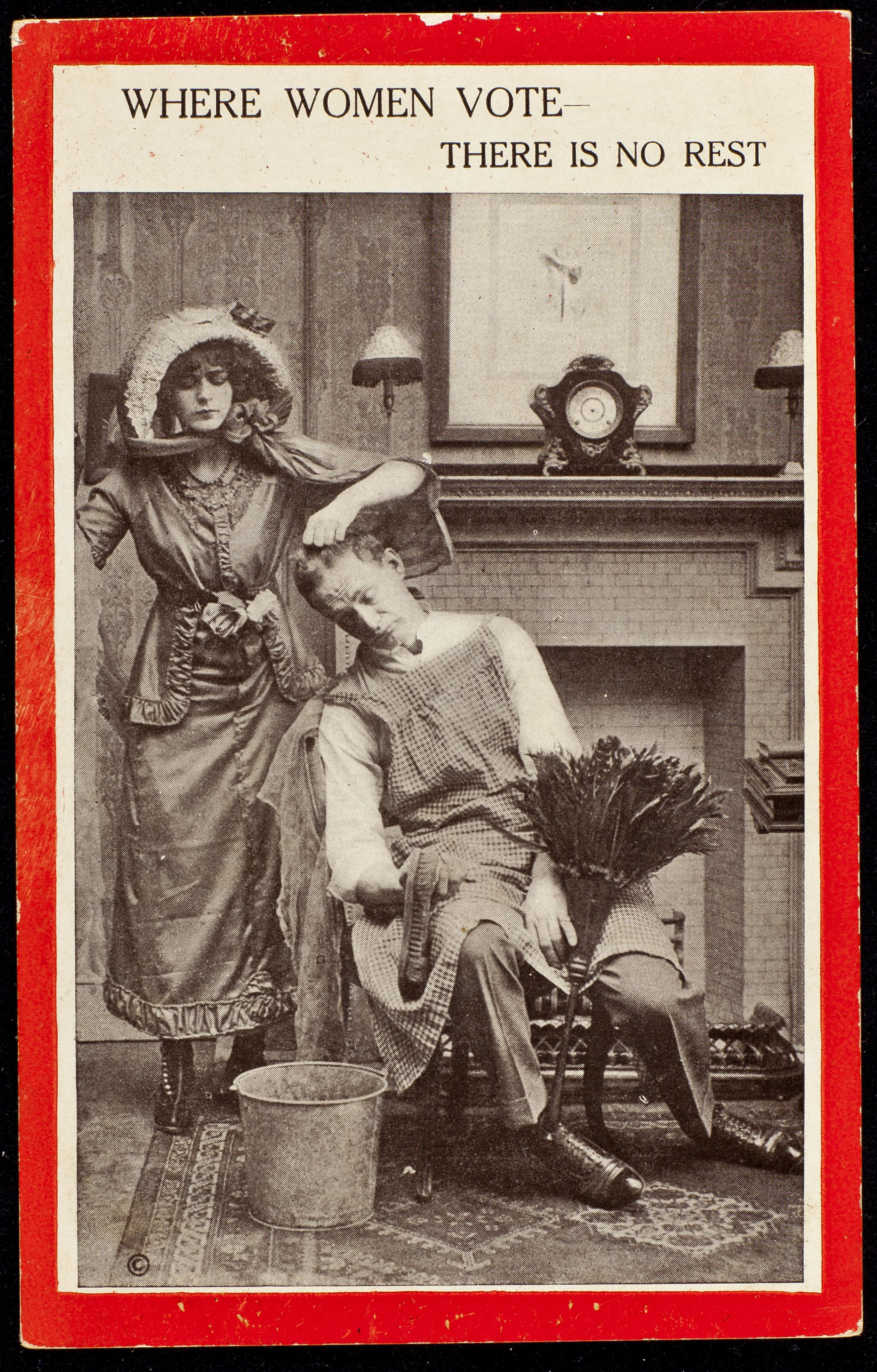
„Wo Frauen wählen – gibt es keine Erholung.“ Antifeministische Postkarte, 1910

Antifeminismus ist ein Oberbegriff für geistige, gesellschaftliche, politische, religiöse und akademische Strömungen und soziale Bewegungen, die sich gegen einzelne, mehrere oder sämtliche feministische Anliegen wenden.
Oft geht Antifeminismus auch mit einer generellen Frauenfeindlichkeit einher. So wurden Feministinnen und Frauenrechtlerinnen – im 19. Jahrhundert abwertend Blaustrümpfe genannt – seit dem Beginn der Frauenbewegung oftmals mangelnde Attraktivität, Unweiblichkeit und ungebührlich dominantes Verhalten vorgeworfen. Die Vorhaltungen kamen hier sowohl von Männern als auch von Frauen, die den Bruch der tradierten Rollenvorstellungen als Problem empfanden, da ihnen die herkömmliche Unterscheidung zwischen den Geschlechtern als unumstößlich erschien. Der Ausbruch aus der Geschlechterrolle wird von Kritikern als Verlust an traditioneller Weiblichkeit bezeichnet. Vor allem in früherer Zeit lehnten große Teile der führenden Gesellschaftsschichten die Gleichberechtigung der Frau grundsätzlich ab. Philosophen, Theologen, Naturwissenschaftler, Mediziner und Kunsthistoriker argumentierten bis weit ins 20. Jahrhundert hinein mit der „natürlichen“ oder „gottgegebenen“ Unterlegenheit der Frau gegenüber dem Mann und begründeten damit ihre untergeordnete Stellung in der Gesellschaft. Noch bis in die 1920er Jahre hinein wurde von einigen infrage gestellt, ob Frauen überhaupt Menschen seien (beispielsweise Max Funke).
1900 erschien ein Pamphlet des Nervenarztes Paul Julius Möbius unter dem Titel Über den physiologischen Schwachsinn des Weibes, worin der Autor versucht, die physiologische Minderwertigkeit von Frauen zu beweisen. Möbius zufolge waren gesunde und fruchtbare Frauen notwendigerweise dumm. Möbius’ Text war ein berühmter antifeministischer Versuch, psychologische und Verhaltensnormen für Frauen zu etablieren.
Ein früher Antifeminist war Ernest Belfort Bax (1854–1926), der unter anderem das Frauenwahlrecht infrage stellte.
Ab den 1970er Jahren entstand in einigen westlichen Ländern eine antifeministische Männerrechtsbewegung. Einige dieser Gruppierungen bezeichneten sich ab den späten 1980er Jahren selbst als Maskulisten, andere wurden in Studien so bezeichnet. Sie argumentieren, dass Frauen in modernen Gesellschaften häufig mehr Privilegien genössen als Männer, was sich unter anderem in einer deutlich höheren Lebenserwartung und Bevorzugung z. B. in der Bildungspolitik ausdrücke.
Susan Faludi (1991) zufolge ist die antifeministische Backlash-Bewegung in den USA nicht durch die Errungenschaft der Gleichberechtigung ausgelöst worden, sondern vielmehr durch die bloße Möglichkeit, dass Frauen die Gleichberechtigung erringen könnten. Der Antifeminismus sei ein präventiver Angriff, der Frauen lange vor der Ziellinie aufhalte.
Von Antifeministen wurde das Bild der „männerhassenden Feministen“ geprägt, um Feminismus und Feministen allgemein abzuwerten. Solche Zuschreibungen stimmen weder mit der feministischen Idee noch mit empirischen Befunden über die Einstellung von Feministen gegenüber Männern überein.
Politikwissenschaftler und Soziologen sehen hinter zeitgenössischen antifeministischen Diskursen und Bewegungen auch sozioökonomische Ursachen wie eine zunehmende Prekarisierung der Arbeit durch den Neoliberalismus, die zu einer Verunsicherung führte. Hinzu komme die Art und Weise der Umsetzung des Feminismus bei der Integration von Frauen in den Arbeitsmarkt (siehe auch „progressiver“ Neoliberalismus), das zu einem Bild beitrug, bei dem die Gleichstellungspolitik als eine „Privilegierung von insbesondere gut ausgebildeten Frauen“ wahrgenommen wurde. Antifeminismus der Gegenwart geht häufig auch mit einer Ablehnung weiterer kultureller Veränderungen wie die gleichgeschlechtliche Ehe innerhalb der Anti-Gender-Bewegungen einher.

## Weiterführende Literatur

### Allgemeine Einführungen
- Regina Becker-Schmidt, Gudrun-Axeli Knapp: Feministische Theorien zur Einführung. 5., ergänzte Auflage. Junius, Hamburg 2011, ISBN 978-3-88506-648-4.
- Ute Gerhard: Frauenbewegung und Feminismus. Eine Geschichte seit 1789 (= C. H. Beck Wissen). C.H. Beck, München 2009, ISBN 978-3-406-56263-1.
- Sabine Hark (Hrsg.): Dis/Kontinuitäten: Feministische Theorie (= Sektion Frauenforschung in der Deutschen Gesellschaft für Soziologie [Hrsg.]: Lehrbuchreihe zur sozialwissenschaftlichen Frauen- und Geschlechterforschung. Band 3). Leske und Budrich, Opladen 2001, ISBN 3-8100-2897-5.
- Barbara Holland-Cunz: Die alte neue Frauenfrage (= Edition Suhrkamp: Neue sozialwissenschaftliche Bibliothek). Suhrkamp, Frankfurt am Main 2003, ISBN 3-518-12335-1.
- Agnes Imhof:: Feminismus. Die älteste Menschenrechtsbewegung der Welt. Von den Anfängen bis heute. Dumont, Köln 2024, ISBN 978-3-8321-6827-8.
- Margret Karsch: Feminismus für Eilige. Aufbau Verlag, Berlin 2004, ISBN 3-7466-2067-8.
- Gudrun-Axeli Knapp: Im Widerstreit. Feministische Theorie in Bewegung (= Geschlecht & Gesellschaft). VS Verlag für Sozialwissenschaften, Wiesbaden 2012, ISBN 978-3-531-18267-4.
- Ilse Lenz (Hrsg.): Die Neue Frauenbewegung in Deutschland. Abschied vom kleinen Unterschied. Ausgewählte Quellen. VS Verlag für Sozialwissenschaften, Wiesbaden 2009, ISBN 978-3-531-16764-0.
- Nina Lykke: Feminist Studies. A Guide to Intersectional Theory, Methodology and Writing. Routledge, New York 2010, ISBN 978-0-415-51658-7 (englisch, eingeschränkte Vorschau in der Google-Buchsuche).
- Karen Offen: „Liberty, Equality, and Justice for Women: The Theory and Practice of Feminism in Nineteenth-Century Europe“. In: Renate Bridenthal, Claudia Koonz und Susan Stuard (Hrsg.): Becoming Visible. Women in European History. 2nd edition, Boston u. a. 1987, S. 335–373.
- Bettina Schmitz: Der dritte Feminismus. Denkwege jenseits der Geschlechtergrenzen. ein-Fach-Verlag, Aachen 2007, ISBN 978-3-928089-45-6.
- Andrea Trumann: Feministische Theorie: Frauenbewegung und weibliche Subjektbildung im Spätkapitalismus. 7. Auflage. Schmetterling Verlag, Stuttgart 2019.

### Sammelbände
- María Isabel Peña Aguado, Bettina Schmitz (Hrsg.): Klassikerinnen des modernen Feminismus. ein-FACH-verlag, Aachen 2010, ISBN 978-3-928089-51-7.
- Brigitte Brück, Heike Kahlert, Marianne Krüll (Hrsg.): Feministische Soziologie. Eine Einführung Campus, Frankfurt am Main 1992; Neuauflage ebenda 1997, ISBN 978-3-593-34714-1.
- Rita Casale, Barbara Rendtorff (Hrsg.): Was kommt nach der Genderforschung? Zur Zukunft der feministischen Theoriebildung. Transcript Verlag, Bielfeld 2008, ISBN 978-3-89942-748-6.
- Lena Foljanty und Ulrike Lembke (Hrsg.): Feministische Rechtswissenschaft. Ein Studienbuch, Nomos, Baden-Baden 2. Auflage 2012.
- Yvonne Franke, Kati Mozygemba, Kathleen Pöge, Bettina Ritter, Dagmar Venohr (Hrsg.): Feminismen heute. Positionen in Theorie und Praxis. Transcript Verlag 2014, Bielfeld, ISBN 978-3-8376-2673-5.
- Natasha A. Kelly (Hrsg.): Schwarzer Feminismus. Grundlagentexte, Unrast Verlag, Münster 2019. ISBN 978-3-89771-317-8.
- Ilse Lenz (Hrsg.): Die Neue Frauenbewegung in Deutschland. Abschied vom kleinen Unterschied, VS Verlag für Sozialwissenschaften, Wiesbaden 2. Auflage 2010, 1196 Seiten.
- Luise F. Pusch (Hrsg.): Feminismus. Inspektion der Herrenkultur – Ein Handbuch. Frankfurt am Main 1983 (= Edition Suhrkamp. Band 1192).
- Bettina Roß: Migration, Geschlecht und Staatsbürgerschaft. Perspektiven für eine anti-rassistische und feministische Politik und Politikwissenschaften. VS Verlag Wiesbaden 2004, ISBN 3-8100-4078-9.
- Alice Schwarzer (Hrsg.): Man wird nicht als Frau geboren. 50 Jahre nach dem „Anderen Geschlecht“ ziehen Schriftstellerinnen und Politikerinnen Bilanz: Wo stehen Frauen heute? Kiepenheuer & Witsch, Köln 2000, ISBN 3-462-02914-2.

### Klassiker des Feminismus und der feministischen Philosophie (Auswahl)
- Simone de Beauvoir: Le deuxième sexe (1949); deutsch: Das andere Geschlecht (1951), (übersetzt von Uli Aumüller und Grete Osterwald), 13. Auflage. Rowohlt Taschenbuch, Reinbek bei Hamburg 2000, ISBN 3-499-22785-1.
- Judith Butler: Gender Trouble: Feminism and the Subversion of Identity. 1990, deutsch: Das Unbehagen der Geschlechter (1991); Suhrkamp, Berlin 2003, ISBN 3-518-12433-1.
- Angela Davis: Women, Race and Class, dt. Rassismus und Sexismus. Schwarze Frauen und Klassenkampf in den USA, Elefanten Press, Berlin 1982
- Hedwig Dohm: Die Antifeministen. Ein Buch der Verteidigung (1902); Text auf Projekt Gutenberg;
- Shulamith Firestone: The Dialectic of Sex (1970); deutsch: Frauenbefreiung und sexuelle Revolution (1975). Fischer Taschenbuch, Frankfurt am Main 1987, ISBN 3-596-24701-2.
- Emma Goldman: Anarchism and Other Essays (1911), darin Essays zur Frauenfrage; deutsch Auszüge: Das Tragische an der Emanzipation der Frau. K. Kramer Verlag, Berlin 1987; vollständige Ausgabe: Anarchismus & andere Essays. Unrast Verlag, Münster 2013, ISBN 978-3-89771-920-0.
- Olympe de Gouges: Déclaration des droits de la femme et de la citoyenne (1791); deutsch: Erklärung der Rechte der Frau und Bürgerin.
- Luce Irigaray: Speculum de l’autre femme (1974); deutsch: Speculum: Spiegel des anderen Geschlechts. Suhrkamp 1980, ISBN 3-518-10946-4.
- Carla Lonzi: Die Lust Frau zu sein, Berlin: Merve, 1975.
- Audre Lorde: Sister Outsider, 1984, dt. Sister Outsider: Essays, München : Carl Hanser Verlag, 2021.
- Anja Meulenbelt: Die Scham ist vorbei. 16. Auflage. Frauenoffensive, München 1995, ISBN 3-88104-044-7 (niederländisch: De schaamte voorbij. Erstausgabe:  München  1976).
- Kate Millett: Sexual Politics (1959); deutsch: Sexus und Herrschaft: die Tyrannei des Mannes in unserer Gesellschaft (1971). Ex Libris, 1971.
- Carole Pateman: The Sexual Contract (1988); deutsch: Der Geschlechtervertrag, Verlag für Gesellschaftskritik, Graz 1994, ISBN 3-85115-194-1.
- Rachilde: Pourquoi je ne suis pas féministe (1928); deutsch: Nein, ich bin keine Feministin (Übersetzung Alexandra Beilharz, Vorwort Barbara Vinken), Flur Verlag, Heidelberg 2024, ISBN 978-3-98965-201-9
- Alice Schwarzer: Der kleine Unterschied und seine großen Folgen. Frauen über sich – Beginn einer Befreiung, 1. Auflage. S. Fischer, Frankfurt a. M. 1975, ISBN 3-10-076301-7
- Barbara Seaman: Free and Female. New York 1972.
- Monique Wittig: `The Straight Mind and other Essays, Boston 1992.
- Virginia Woolf: A Room of One’s Own (1929); deutsch Ein Zimmer für sich allein (1978), Reclam, Stuttgart 2012, ISBN 978-3-15-018887-3 oder Ein eigenes Zimmer. S. Fischer, Frankfurt am Main 2001, ISBN 3-596-14939-8.
- Mary Wollstonecraft: A vindication of the rights of woman (1792); deutsch: Verteidigung der Rechte der Frau. Ausgabe: Mary Wollstonecraft: A Vindication of the Rights of Man and A Vindication of the Rights of Women. S. Tomaselli (Hrsg.). Cambridge University Press, Cambridge 1995.